# Ésser humà
|  | «Humanitat» redirigeix aquí. Vegeu-ne altres significats a «Humanitat (desambiguació)». |

|  | «Humans» redirigeix aquí. Vegeu-ne altres significats a «Humans (sèrie de televisió)». |

Els éssers humans o homes (Homo sapiens) són una espècie de primats de la família dels homínids, l'única vivent del gènere Homo. Es diferencien dels altres homínids per l'escassetat de pèl corporal, el seu bipedisme i la seva gran intel·ligència.
Diverses proves basades en la comparació de l'ADN fan pensar que els éssers humans moderns s'originaren a l'Àfrica fa aproximadament 200.000 anys. Actualment, els algorismes genètics determinen una diferència d'un 0,2% del material genètic entre els diferents individus d'aquesta espècie, que té com algunes de les característiques més destacades la seva intel·ligència, el desenvolupament del llenguatge i la cultura. Els humans tenen un cervell altament desenvolupat, capaç de realitzar un tipus de raonament abstracte, de consciència i d'emocions complexes. Aquesta capacitat mental, combinada amb una posició erecta del cos que allibera els braços i les mans, li dona una gran capacitat de manipular objectes i utilitzar eines amb més efectivitat que qualsevol altra espècie que també en faci un ús puntual.
Com la majoria de primats, els éssers humans són socials per naturalesa, però també són capaços d'utilitzar sistemes de comunicació molt elaborats per fer possible l'expressió i intercanvi d'idees, així com l'organització social. Creen estructures complexes de convivència, des de famílies fins a nacions i han establert una enorme varietat de tradicions, rituals, ètiques, valors, normes i lleis que formen la base de la societat humana. També tenen una predisposició destacada per l'estètica i la bellesa, que ha conduït a fenòmens com són la cultura, l'art, la literatura i la música.
Els éssers humans destaquen pel seu desig d'entendre el món que els envolta, sobre el qual influeixen i que volen comprendre. També intenten conèixer i controlar els fenòmens naturals, que tracten a través de la ciència, la filosofia, la mitologia i la religió. Aquesta curiositat natural ha permès el desenvolupament d'eines i, en un sentit més general, la tecnologia. Els humans són l'única espècie coneguda capaç d'encendre foc, coure els aliments i vestir-se; a més, transmeten les seves habilitats i coneixements a les següents generacions a través de l'educació.
A vegades es fa servir el terme «home» per designar tots els éssers humans de manera genèrica, tot i que en el seu sentit més específic aquesta paraula s'aplica als individus de sexe masculí. Així, el terme «homes» es pot aplicar tant a tots els individus de l'espècie com als del sexe masculí, mentre que els del sexe femení tenen la denominació exclusiva de «dona».

## Nom científic i taxonomia
Carl von Linné encunyà el nom científic dels éssers humans l'any 1758. En donar-li el nom sapiens (‘savi’ o ‘perceptiu’), Linné es referia al caràcter més destacat dels éssers humans en comparació amb els altres animals, que és la seva capacitat mental.
Linné classificà els éssers humans i els grans primats en un grup que anomenà «antropomorfs», com a subconjunt del grup dels quadrúpedes, car no veié cap signe orgànic que li permetés situar els éssers humans en un lloc privilegiat. Uns anys més tard, al prefaci de Fauna Suecica, manifestà que havia classificat l'ésser humà com a quadrúpede perquè no era ni una planta ni una pedra, sinó un animal, tant pel seu tipus de vida com per la seva locomoció. A més, no havia estat capaç de trobar cap caràcter que el diferenciés d'un simi. A partir de la desena edició de Systema Naturae canvià els quadrúpedes pels mamífers. El primer ordre d'aquests fou el dels primats, entre els quals ubicà els éssers humans. El 1758 es definí l'Homo sapiens linneà com a espècie diürna que canviava per l'educació i el clima.
L'esquema taxonòmic de l'ésser humà és:
| Domini            | Eukaryota            | (Eucariotes)                                                  |
| Sense categoria   | Unikonta             | (Amb cèl·lules flagel·lades)                                  |
| Sense categoria   | Opisthokonta         | (Les cèl·lules tenen el flagel cap enrere)                    |
| Regne             | Animalia             | (Animals)                                                     |
| Subregne          | Eumetazoa            | (Amb teixits)                                                 |
| Sense categoria   | Bilateria            | (Simetria bilateral)                                          |
| Sense categoria   | Coelomata            | (Amb celoma)                                                  |
| Superembrancament | Deuterostomia        | (Deuteròstoms)                                                |
| Embrancament      | Chordata             | (Cordats)                                                     |
| Sense categoria   | Craniata             | (Amb crani)                                                   |
| Subembrancament   | Vertebrata           | (Vertebrats)                                                  |
| Infraembrancament | Gnathostomata        | (Amb mandíbules articulades)                                  |
| Sense categoria   | Teleostomi           | (amb dos narius)                                              |
| Superclasse       | Tetrapoda            | (Amb quatre extremitats)                                      |
| Sense categoria   | Amniota              | (L'embrió es desenvolupa en tres embolcalls)                  |
| Classe            | Mammalia             | (Mamífers)                                                    |
| Subclasse         | Theria               | (Teris)                                                       |
| Infraclasse       | Eutheria             | (Euteris)                                                     |
| Superordre        | Euarchontoglires     | (Euarcontoglirs)                                              |
| Sense categoria   | Euarchonta           | (Euarconts)                                                   |
| Ordre             | Primates             | (Primats)                                                     |
| Subordre          | Haplorrhini          | (Haplorrins)                                                  |
| Infraordre        | Simiiformes          | (Micos)                                                       |
| Parvordre         | Catarrhini           | (micos amb el musell més o menys recte i narius cap endavant) |
| Superfamília      | Hominoidea           | (micos sense cua)                                             |
| Família           | Hominidae            | (Homínids)                                                    |
| Subfamília        | Homininae            | (Hominins)                                                    |
| Tribu             | Hominini             | (Hominins erguits)                                            |
| Subtribu          | Hominina             |                                                               |
| Gènere            | Homo                 |                                                               |
| Espècie           | Homo sapiens         |                                                               |
| Subespècie        | Homo sapiens sapiens |                                                               |

## Història

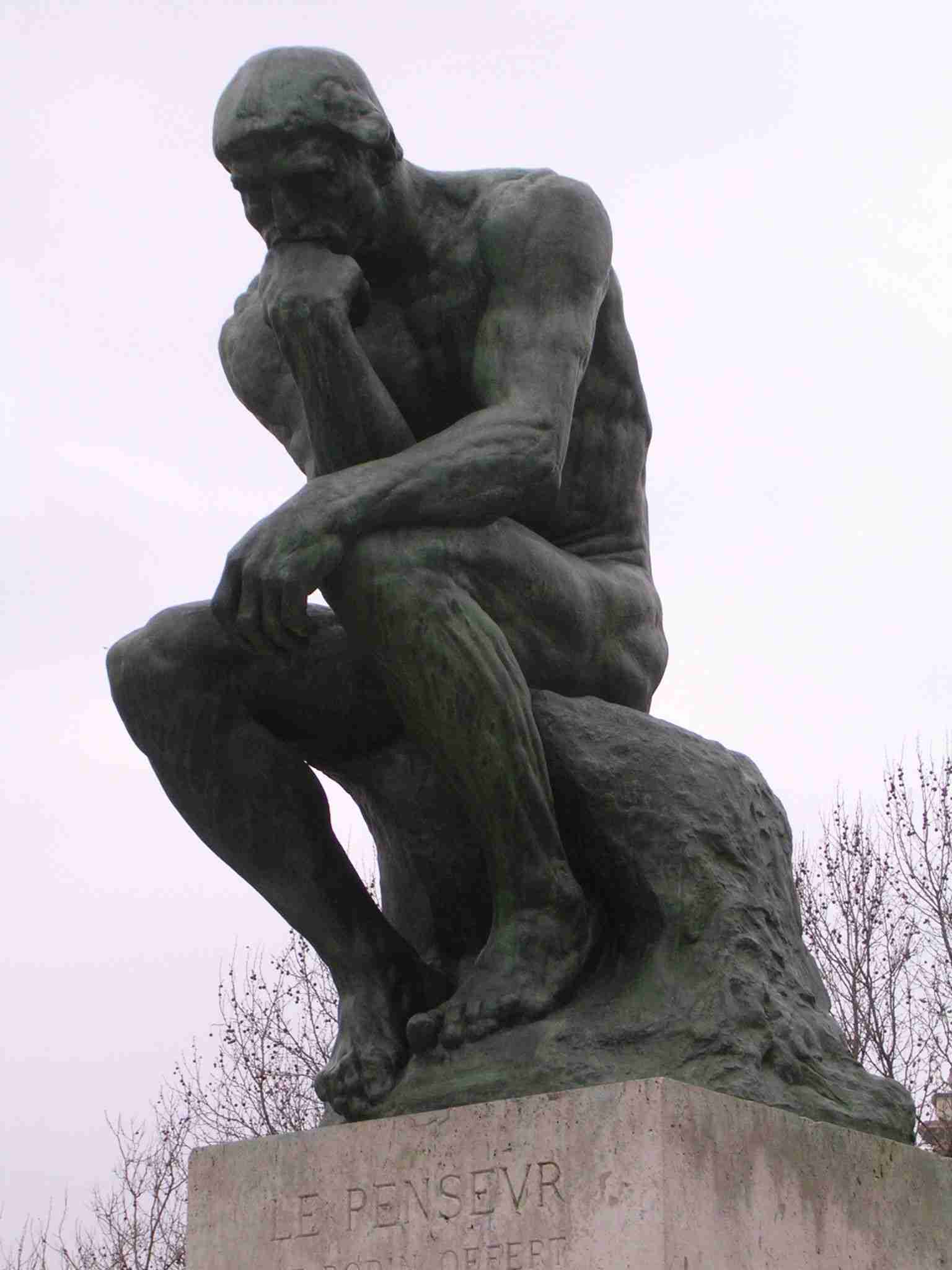
El pensador de Rodin

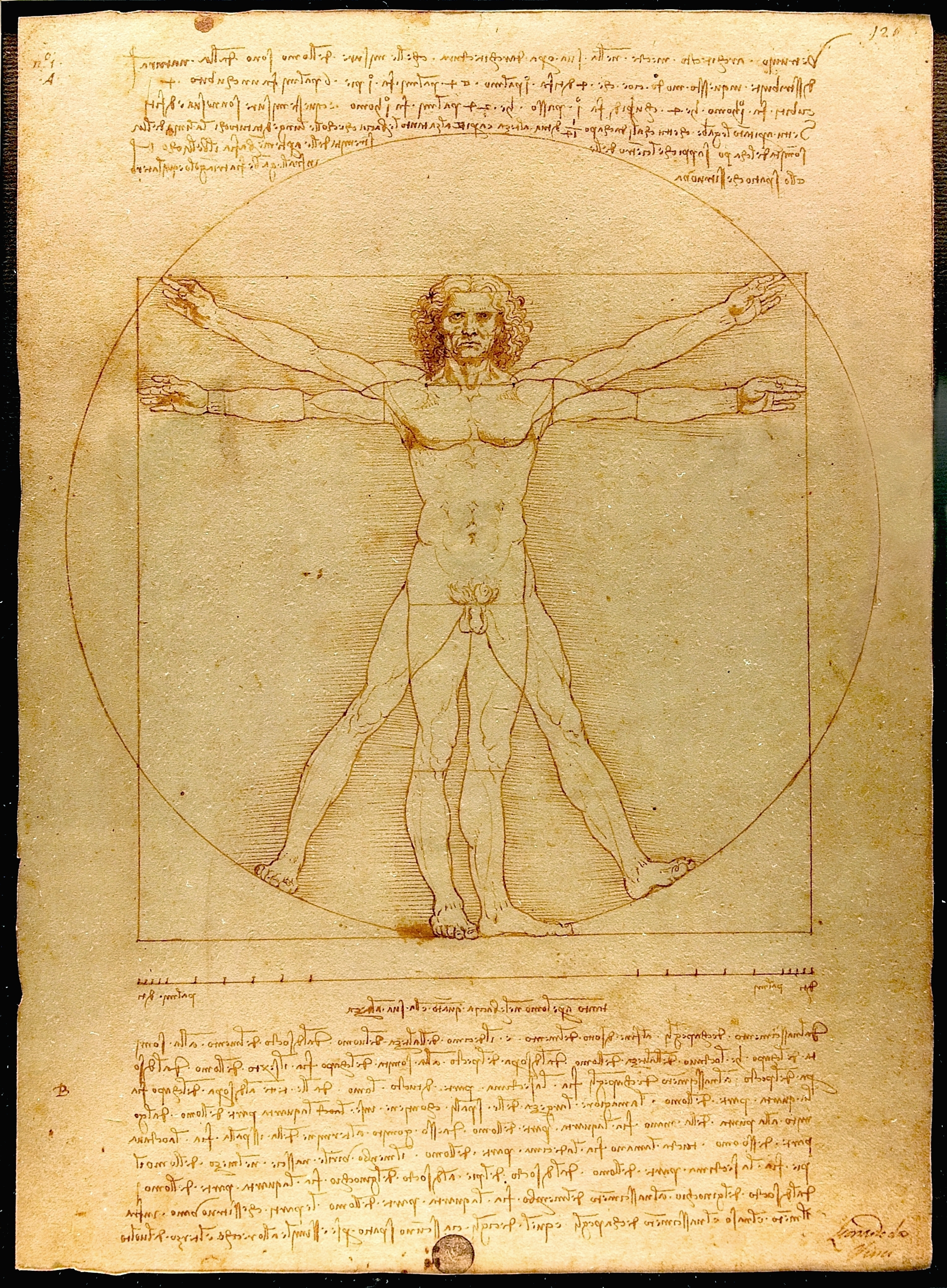
Lhome de Vitruvi, de Leonardo da Vinci

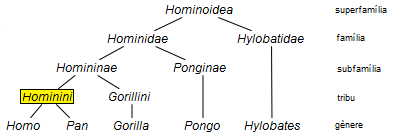
Arbre filogenètic

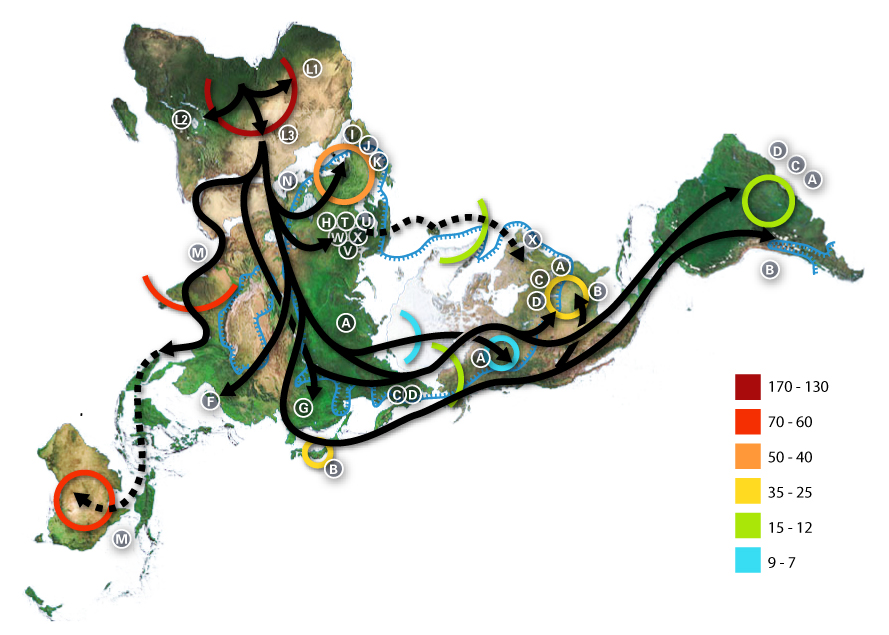
Mapa de les primeres migracions humanes segons la genètica de poblacions basades en la comparació d'ADN mitocondrial. Les unitats representen milers d'anys fins al present (dades controvertides).

### Orígens
L'estudi científic dels orígens dels éssers humans abasta l'evolució del gènere Homo, però també estudia altres homínids com per exemple l'australopitec. Tots els éssers humans actuals pertanyen a l'espècie Homo sapiens i a l'única subespècie existent avui en dia, H. s. sapiens. H. s. idaltu, ('home savi més antic') n'és una altra subespècie coneguda que ja s'ha extingit.
El primer membre dels catarrins, l'infraordre al qual pertany H. s. sapiens, existí durant l'estatge faunístic Rupelià (Oligocè), fa 34-28 milions d'anys. Els primers catarrins presents en el registre fòssil són el propliopitec i l'egiptopitec, possibles avantpassats comuns dels hominoïdeus (incloent-hi els éssers humans) i els cercopitecoïdeus, anomenats vulgarment «micos del Vell Món».
El procés de bipedització té els seus orígens en certs primats de principis del Miocè, quan es troben les primeres espècies bípedes, com Oreopithecus bambolii. Tanmateix, l'anatomia dels peus d'aquesta espècie era bastant diferent de la d'altres primats. El bipedisme era aparentment una característica comuna d'Orrorin i l'ardipitec. El procés que conduí al bipedisme representava un avantatge evolutiu perquè permetia tenir les mans lliures per fabricar eines simples, perquè els homínids gasten molta menys energia caminant a dues potes que a quatre i perquè permet portar objectes durant la marxa i veure-hi més lluny.
El fet de tenir característiques arborícoles, com les mans prènsils o els ulls frontals, han fet possible l'evolució. Les mans han estat essencials per construir eines i treballar-hi durant milers d'anys, un avantatge per sobreviure i perdurar. Els ulls frontals han ajudat els éssers humans a sobreviure en poder rotar el cap, visualitzar coses que estan més llunyanes i que la informació arribi com més aviat millor al cervell. Tota aquesta conjunció complexa però perfecta, que funciona bé tota junta, dona peu a l'evolució de l'ésser humà.
Aquest procés evolutiu ha estat influït per esdeveniments, a vegades subtils, però molt importants. Per exemple, quan les selves que cobrien el món a principis del Cenozoic començaren a retrocedir i, a causa del creixement demogràfic, els hàbitats quedaren superpoblats, els grups d'humans i altres homínids es veieren forçats a recórrer distàncies importants per trobar noves fonts d'aliment. Un altre exemple és la pèrdua de la capacitat de metabolitzar certs nutrients, com la vitamina C (a causa d'una mutació que impedeix als simis generar aquesta vitamina per si sols). Aquesta pèrdua hauria estat compensada per una mutació favorable que permeté a Homo sapiens una metabolització òptima del midó, absent en altres primats, accedint així a una ràpida i econòmica font d'energia especialment necessària per al cervell.
Segons el registre fòssil, els éssers humans d'anatomia moderna aparegueren a l'Àfrica fa aproximadament 130.000 anys, encara que els estudis de biologia molecular indiquen que l'avantpassat comú de totes les poblacions humanes modernes visqué fa uns 200.000 anys. Durant el Paleolític mitjà i principis del Paleolític superior es produïren diversos esdeveniments independents de mestussatge entre humans arcaics i moderns, incloent-hi neandertals, denissovans i diversos homínids no identificats.
Els parents vius més propers d'Homo sapiens són les dues espècies de ximpanzés: el ximpanzé comú (Pan troglodytes) i el bonobo (Pan paniscus). La seqüenciació completa del seu genoma ha revelat que, després de 6,5 milions d'anys d'evolució independent, les diferències entre el ximpanzé i l'ésser humà són només deu vegades superiors a les que hi ha entre dues persones no relacionades i deu vegades menors de la que hi ha entre rates i ratolins. La coincidència suggerida entre les seqüències de DNA dels éssers humans i els ximpanzés s'estén entre un 95% i un 99%.
Per reflectir el fet que els éssers humans i els ximpanzés comparteixen gran part de la seva herència genètica i que humans i ximpanzés són més propers entre ells que amb qualsevol altra espècie actual, s'ha proposat incloure'ls en un mateix tàxon, fins i tot amb propostes que han tingut un determinat ressò mediàtic, com la d'incloure els ximpanzés dins el gènere Homo, o la d'incloure els éssers humans en el gènere Pan (ximpanzés), de manera que l'espècie humana s'anomenaria Pan sapiens, com ho proposà l'antropòleg i divulgador Jared Diamond. L'opció més acceptada per la comunitat científica ha estat la de formar la tribu dels homininis, que inclou humans i ximpanzés, però no els goril·les, que en són els parents més propers.
Un crani d'homínid descobert al Txad l'any 2001, descrit com a Sahelanthropus tchadensis, fou datat pel paleontòleg Michel Brunet a fa aproximadament set milions d'anys, cosa que podria indicar una divergència anterior. Tanmateix, el descobridor d'aquest fòssil, Alan Beauvilain, ha posat en dubte aquesta datació, adduint que el mètode utilitzat per Brunet per estimar l'antiguitat del crani podria haver donat resultats incorrectes.

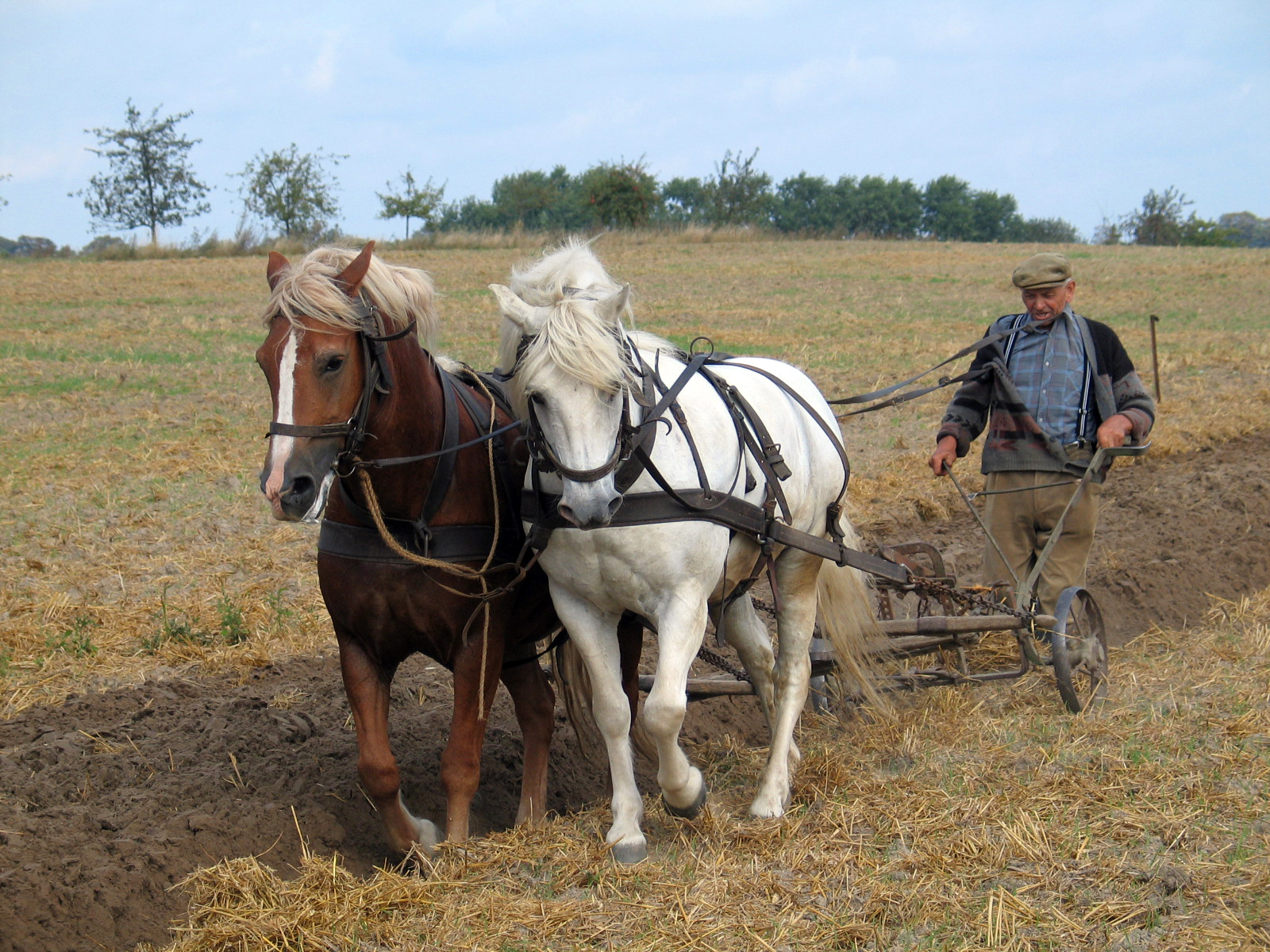
L'arribada de l'agricultura impulsà la fundació d'assentaments humans estables

### Desenvolupament de la civilització
El punt de vista més acceptat entre els antropòlegs actuals és que Homo sapiens sorgí a la sabana africana fa uns 200.000 anys com a descendent d'Homo erectus. Fa 40.000 anys s'estengué per Euràsia i Oceania (migracions humanes prehistòriques) intercanviant gens en diverses ocasions amb els neandertals, denissovans i diversos homínids no identificats, i finalment, arribà a Amèrica fa uns 14.500 anys.
L'ésser humà ha canviat poc anatòmicament al llarg de la història, de manera que la seva evolució és, fonamentalment, de tipus cultural. Fins fa uns 10.000 anys, la majoria d'humans eren caçadors i recol·lectors. Generalment vivien en petits grups nòmades coneguts com a societats de bandes. L'adveniment de l'agricultura impulsà la revolució neolítica, car produí un excedent alimentari que possibilità la creació d'assentaments permanents, la domesticació d'animals i l'ús d'eines de metall. L'agricultura també fomentà el comerç i la cooperació i, progressivament, contribuí a crear una societat més complexa.
Fa aproximadament 6.000 anys, es desenvoluparen els primers protoestats a Mesopotàmia, Egipte i la Vall de l'Indus. Es crearen les forces militars per la protecció, i burocràcies governamentals per l'administració. Els estats cooperaven o competien pels recursos i, en alguns casos, feien la guerra. Fa uns 2.000-3.000 anys, alguns estats, com Pèrsia, l'Índia, la Xina, Roma i Grècia, aconseguiren crear els primers grans imperis mitjançant la conquesta militar. En el mateix període, diverses religions com el judaisme, originada a l'Orient Mitjà i l'hinduisme del sud-est d'Àsia, començaren a estendre's entre els pobles.
A l'acabament de l'edat mitjana cal destacar l'arribada d'una sèrie d'idees innovadores i avenços tecnològics. A la Xina, amb una economia força avançada, s'inventà la impressió i la brúixola, mentre que durant l'edat d'or de l'Islam tingueren lloc progressos científics destacables. A Europa, al segle xiv, la redescoberta del saber dels clàssics i d'innovacions com la impremta propiciaren l'arribada del Renaixement. Durant els següents cinc-cents anys, l'exploració i el colonialisme permeteren que grans parts d'Amèrica, Àsia i Àfrica, caiguessin sota control europeu, fent possible l'explotació de tota mena de recursos i, posteriorment, provocant conflictes perquè els pobles explotats aconseguissin la independència d'Europa. D'altra banda, cal destacar diverses revolucions i innovacions, com la revolució científica del segle xvii, la Revolució Industrial del xviii i diverses grans innovacions al xix, com el ferrocarril i l'automòbil, elements essencials en el desenvolupament del transport i la comunicació; també cal destacar el desenvolupament de noves fonts d'energia, com el carbó i l'electricitat. Pel que fa a les formes de govern, sobresurt la consolidació de la democràcia representativa i, en un altre context, el comunisme.
Com a resultat d'aquests canvis, actualment els éssers humans viuen en un món cada vegada més globalitzat i interconnectat. Tot i que això ha fomentat el creixement de la ciència, l'art i la tecnologia, també ha donat lloc a conflictes molt violents, amb l'existència i ús d'armes de destrucció massiva i un gran poder d'impacte mediambiental, que afecta els mateixos humans i moltes altres formes de vida del planeta.

## Hàbitat i població

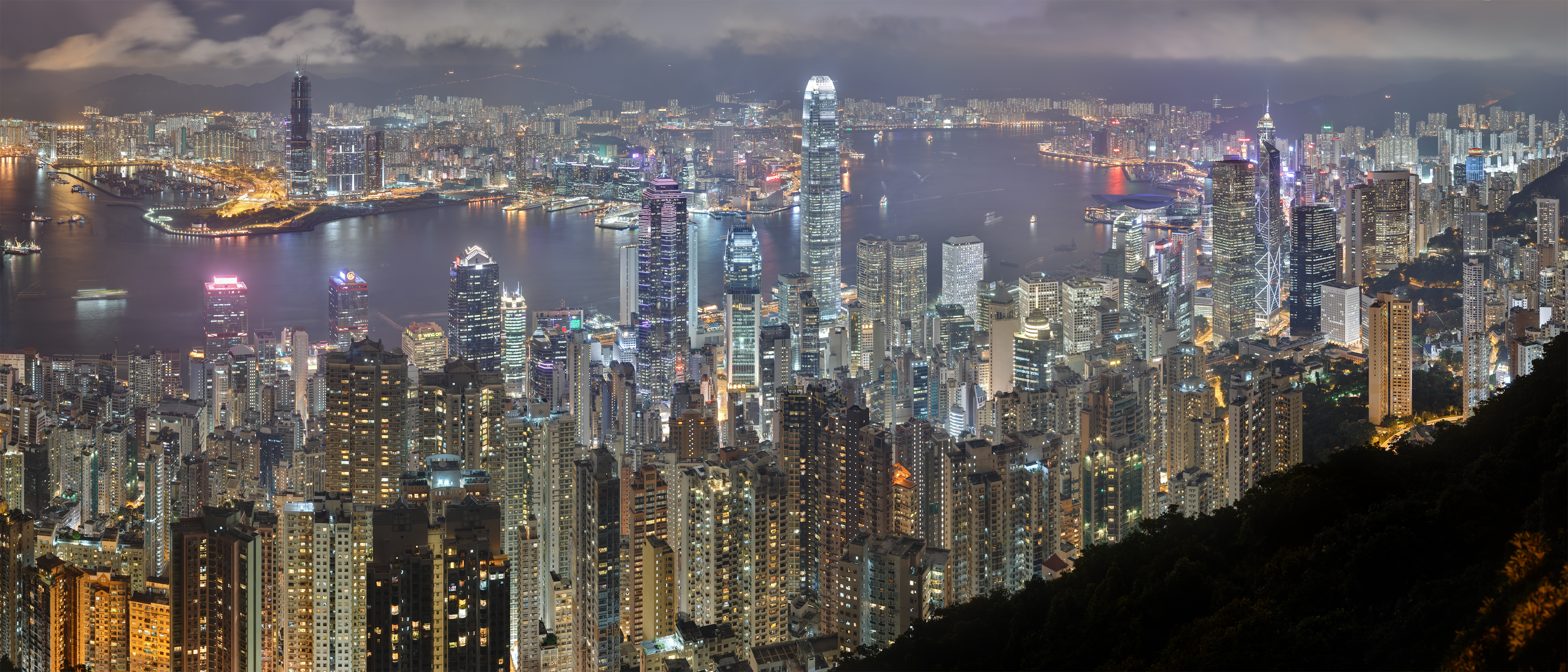
Els humans han modificat el seu entorn de diferents maneres per adaptar-se a problemes com ara l'elevada densitat de població.

Els primers assentaments humans depenien de la proximitat de l'aigua i altres recursos naturals, com ara terra de conreu i pastura del bestiar o la temporada de caça de determinades preses. Tanmateix, els éssers humans sempre han tingut una gran capacitat de modificar el seu hàbitat amb activitats i accions com ara el regadiu, la construcció, el transport, la manufactura, la desforestació i la desertització. Amb la construcció a gran escala d'infraestructures que faciliten el comerç i el transport, la proximitat a aquests recursos ha esdevingut menys necessària, de manera que aquests factors no condicionen el creixement d'una població. Tot i això, la manera com es canvia i s'altera un hàbitat sovint és un determinant essencial en els canvis poblacionals que es produeixen.
Amb una població d'uns 6.700 milions d'individus al juliol del 2008, els éssers humans són una de les espècies més nombroses de grans mamífers. La majoria d'humans viuen a Àsia (61%); la resta viuen a Amèrica (14%), Àfrica (14%), Europa (11%) i Oceania (0,5%). Els humans poden viure de manera permanent a tots els continents de la Terra tret de l'Antàrtida i actualment també tenen una presència contínua a l'espai, en òrbites baixes al voltant de la Terra. Hi ha hagut una presència contínua d'éssers humans a l'espai des del 31 d'octubre del 2000, amb les estades d'astronautes a l'Estació Espacial Internacional.
Al llarg de les últimes dècades, els éssers humans han explorat l'Antàrtida, les profunditats dels oceans i l'espai exterior, tot i que encara no els ha estat possible colonitzar indefinidament aquests ambients. La vida dins d'habitacles que protegeixen dels ambients hostils, com a l'Antàrtida o l'espai exterior, té un preu elevat que limita la durada de l'estada i, per tant, són accions que queden restringides a expedicions científiques, militars o industrials. La vida amb naus a l'espai ha estat molt ocasional, amb un màxim de tretze persones vivint-hi alhora en un moment donat. Entre el 1969 i el 1972, dotze humans trepitjaren la Lluna en el marc de sis missions. A gener del 2020, cap altre cos celestial no havia estat visitat pels éssers humans, tot i que s'hi han pogut enviar sondes.

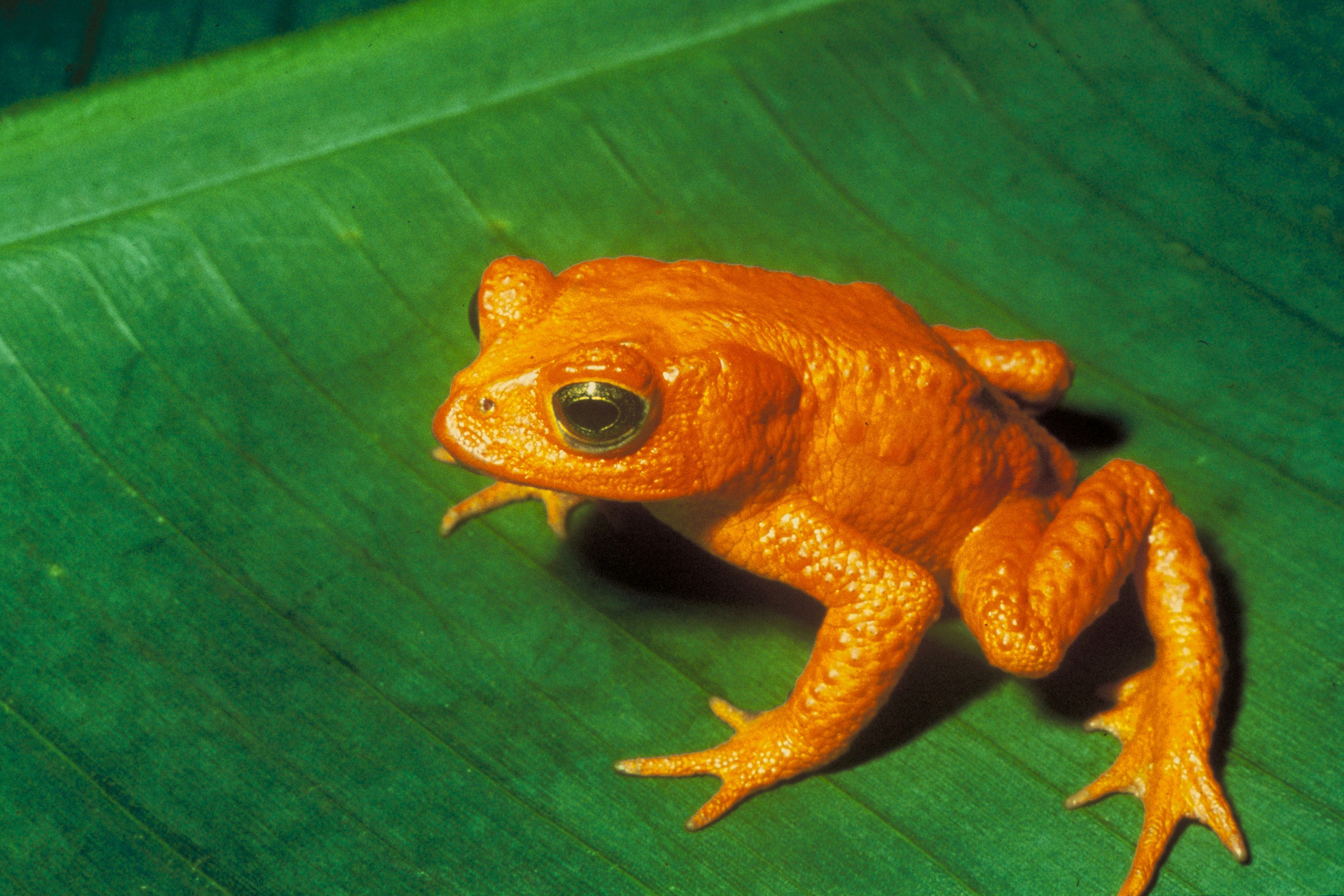
Bufo periglenes, un gripau de Costa Rica que s'extingí el 1989.

Des del 1800, la població humana ha passat de 1.000 milions a més de 6.000 milions d'habitants. Amb dades de l'any 2004, es calcula que 2.500 dels 6.300 milions de persones (un 39,7%), viuen en àrees urbanes i s'espera que aquest percentatge augmenti durant el segle xxi. Al febrer del 2008, l'ONU calculà que en acabar l'any la meitat de la població mundial viuria en àrees urbanes. Els problemes dels individus que viuen en ciutats inclouen la contaminació i el crim, especialment a l'interior de les ciutats i els suburbis urbans. Els beneficis de la vida urbana inclouen un augment de l'alfabetització, un accés més fàcil al coneixement i una disminució del risc de patir fam.
L'activitat humana ha tingut un efecte dramàtic sobre el medi ambient. S'ha hipotetitzat sobre el paper de la predació humana en l'extinció de nombroses espècies d'éssers vius. Els humans es troben a l'àpex de la cadena alimentària i rarament són caçats; per aquest motiu se'ls considera superdepredadors. Actualment es creu que són els principals contribuïdors al canvi climàtic i es creu que seran un contribuïdor essencial a l'extinció de l'Holocè, una extinció que, en cas de continuar en la seva proporció actual, es calcula que destruirà la meitat de totes les espècies al llarg del segle vinent.

## Biologia

Antic diagrama d'un esquelet humà de mascle

### Anatomia i genètica
El cos humà varia de manera substancial. Tot i que la mida del cos és determinada en gran part pels gens, també rep una influència significativa de factors ambientals com la dieta i l'activitat física. L'alçada normal d'un ésser humà adult és d'entre 1,5 i 1,8 metres, tot i que varia segons la població i de la zona geogràfica, entre altres factors. El pes normal està entre 76 i 83 kg pels mascles i entre 54 i 64 kg en les femelles. El pes també pot variar geogràficament.
Les poblacions que viuen a l'àrtic, com els inuits, tenen una capa de greix sota la pell que els ajuda a conservar millor la calor del cos. A més, tenir una silueta rodona redueix la pèrdua de calor corporal, cosa que contribueix a la supervivència de les poblacions que viuen en latituds fredes. En canvi, altres poblacions que han acabat vivint en climes més càlids han perdut aquest greix innecessari.
A diferència de la majoria d'altres primats, els éssers humans tenen una locomoció bípeda completa i, per tant, poden tenir els braços lliures per manipular objectes amb les mans, acció en què té un paper fonamental l'existència de polzes oposables.
Tot i tenir poc pèl en comparació amb altres primats, cal destacar el creixement de cabells especialment a la part superior del cap, les aixelles i la zona púbica. El cos d'un ésser humà té normalment més fol·licles pilosos que el d'un ximpanzé. La principal diferència és que els pèls humans són més curts i fins i menys pigmentats que els del ximpanzé, cosa que els fa menys visibles.
Les diferències en el cabell i en la pell humana venen determinades per la presència d'un pigment anomenat melanina. La variabilitat de la pell va des d'un marró molt fosc a un rosa molt pàl·lid, mentre que els cabells, a més del negre (força habitual), varia al voltant del ros, el marró i el vermell, sempre en funció de la quantitat de melanina, un pigment protector molt eficaç contra la radiació solar. Molts investigadors creuen que una pell més fosca és una adaptació evolutiva que proporciona una millor protecció contra la radiació ultraviolada.
Tanmateix, recentment s'ha proposat que els diferents colors de la pell són una adaptació que pretén equilibrar la quantitat de folats (substàncies que són destruïdes per la radiació ultraviolada) i de vitamina D, substància que necessita llum solar per formar-se. La pigmentació de la pell dels éssers humans presenta una estratificació d'acord amb la situació geogràfica i, sovint, es relaciona amb el nivell de radiació ultraviolada. La pell humana també es pot bronzejar en resposta a l'exposició al sol.
Els humans tenen el paladar proporcionadament més curt i les dents molt més petites que la dels altres primats; són els únics amb dents canines curtes. S'ha observat que estan perdent gradualment els queixals del seny i alguns individus ja no en tenen de manera congènita.
La necessitat de son oscil·la entre set i vuit hores al dia en els adults i entre nou i deu per un infant. Els individus vells dormen normalment de sis a set hores. Dormir menys hores és comú a la societat actual, una privació de son que pot tenir efectes negatius. S'ha demostrat que una restricció sostinguda del son de quatre hores al dia en un adult provoca canvis en l'estat fisiològic, cansament, agressivitat i neguit corporal.
Els humans són una espècie d'eucariota. Cada cèl·lula diploide té dos conjunts de 23 cromosomes i cada conjunt és transmès per un dels progenitors. Hi ha 22 parells d'autosomes i un parell de cromosomes sexuals. S'estima que els éssers humans tenen aproximadament 20.000 o 25.000 gens. Com la majoria d'altres mamífers, els éssers humans tenen un sistema XY de determinació de sexe; les femelles tenen els cromosomes sexuals XX i els mascles tenen XY. El cromosoma X és més gran i transmet molts gens, mentre que el cromosoma Y és més petit. Això possibilita l'existència de malalties recessives associades amb els gens associats al cromosoma X, com l'hemofília, que afecten els mascles més sovint que les femelles.

### Cicle vital

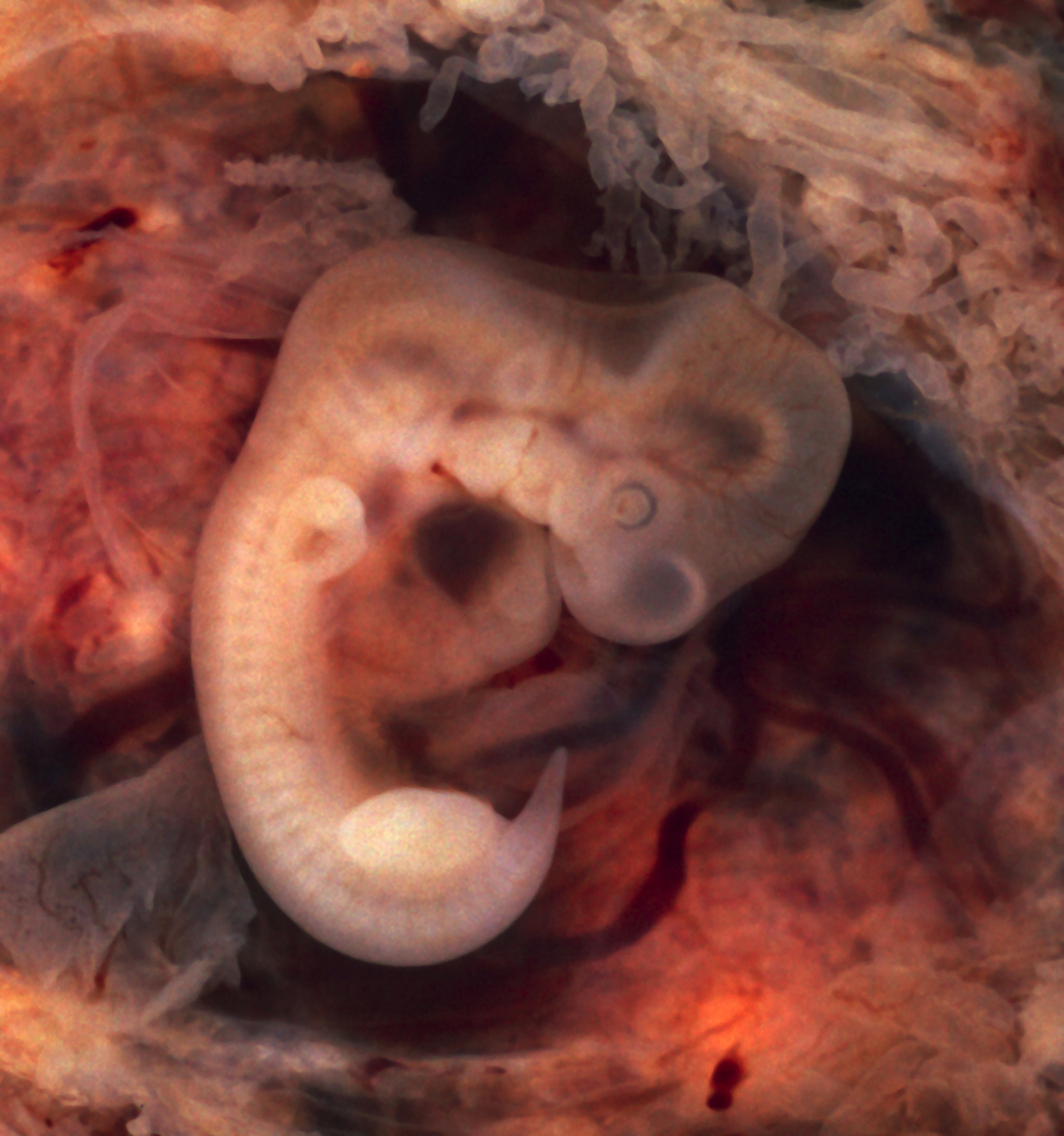
Embrió humà de vuit setmanes.

El cicle vital humà és similar al dels altres mamífers euteris. L'oòcit fertilitzat es divideix dins l'úter femení per esdevenir un embrió, que durant un període de trenta-vuit setmanes (nou mesos) de gestació es converteix en un fetus humà. Després d'aquest període, el fetus deixa de créixer, neix del cos de la dona i respira independentment com a infant per primera vegada. En aquest punt, la majoria de cultures modernes reconeixen la criatura com a persona que gaudeix de la màxima protecció de la llei, però algunes jurisdiccions l'estenen als fetus humans que encara són a l'úter.
El part humà és perillós en comparació amb el d'altres espècies. No són rars els parts de vint-i-quatre hores o més, que sovint resulten en la mort de la mare o el fetus. Això és degut al fet que el cap del fetus és relativament gran (car el cervell es desenvolupa significativament durant la gestació) i la pelvis de les dones relativament petita (un caràcter necessari per al bipedisme).
La probabilitat d'un part reeixit augmentà significativament durant el segle xx als països més desenvolupats amb l'adveniment de noves tecnologies mèdiques. En canvi, l'embaràs i el part natural són relativament perillosos a les regions subdesenvolupades, amb índexs de mortalitat maternals aproximadament 100 vegades més elevats que als països desenvolupats.
Als països desenvolupats, els infants solen pesar 3-4 kg i mesurar 50-60 cm al moment del naixement. Tanmateix, un pes baix en néixer és habitual als països en procés de desenvolupament i contribueix als nivells alts de mortalitat infantil en aquestes regions. Indefensos després del naixement, els éssers humans continuen creixent durant alguns anys i solen assolir la maduresa sexual a l'edat de 12-15 anys. Les dones es continuen desenvolupant físicament aproximadament fins als 18 anys, mentre que el desenvolupament masculí continua fins al voltant dels 21 anys. La vida humana es pot dividir en una sèrie d'etapes: infantesa, adolescència, adultesa jove, adultesa i vellesa. Tanmateix, la durada d'aquestes etapes varia segons la cultura i períodes temporals. En comparació amb els altres primats, els éssers humans experimenten una embranzida de creixement particularment ràpid durant l'adolescència, quan la mida del cos augmenta un 25%. Els ximpanzés, per exemple, només creixen un 14%.
L'esperança de vida dels primers Homo sapiens era de 20 o 25 anys, i en el millor dels casos de 40 o 50 anys. Actualment, hi ha diferències significatives en l'esperança de vida arreu del món. El món desenvolupat presenta una tendència d'envelliment, amb la mediana al voltant de 40 anys. Al món en desenvolupament l'edat mitjana és d'entre 15 i 20 anys. L'esperança de vida al naixement a Hong Kong i la Xina és de 84,8 anys per les dones i 78,9 pels homes, mentre que a Eswatini és de 31,3 anys pels dos sexes, principalment a causa de la sida.
Mentre que un de cada cinc europeus tenen 60 anys o més, només un de cada vint africans superen aquest llindar.
El 2002, les Nacions Unides estimà el nombre de persones centenàries al món en 210.000. Se sap que com a mínim una persona, Jeanne Calment, ha arribat a l'edat de 122 anys. S'han proposat edats més avançades que no han estat demostrades. A escala mundial, hi ha 81 homes de 60 anys o més per cada 100 dones d'aquest grup d'edat i entre els més vells hi ha 53 homes per cada 100 dones.
Els humans són una de les poques espècies en què la femella desenvolupa la menopausa durant l'última etapa de la vida. L'aparició de la menopausa es pot explicar a través de la hipòtesi de l'àvia, en què es proposa que hi ha un interès reproductiu de la mare per evitar el risc de mort en un naixement, invertint en la viabilitat més gran que suposa que la descendència sigui concebuda per dones més joves. També augmenta l'eficàcia reproductiva si s'inverteixen recursos a criar els nets en lloc de criar els propis fills. Diversos estudis han indicat que a les societats de caçadors-recol·lectors les dones postmenopàusiques desenvolupaven un paper fonamental com a recol·lectores, car tenien més experiència i no es veien impedides per l'ocupació que suposa la cria directa dels fills.
Les qüestions filosòfiques sobre el punt en què apareix la personalitat humana i si persisteix després de la mort són objecte d'un considerable debat. La perspectiva de la mort provoca desassossec o temor a la majoria dels éssers humans, diferents de la consciència immediata d'una amenaça real. Les cerimònies d'enterrament són característiques de les societats humanes, sovint acompanyades per creences en la vida després de la mort o la immortalitat.

### Dieta

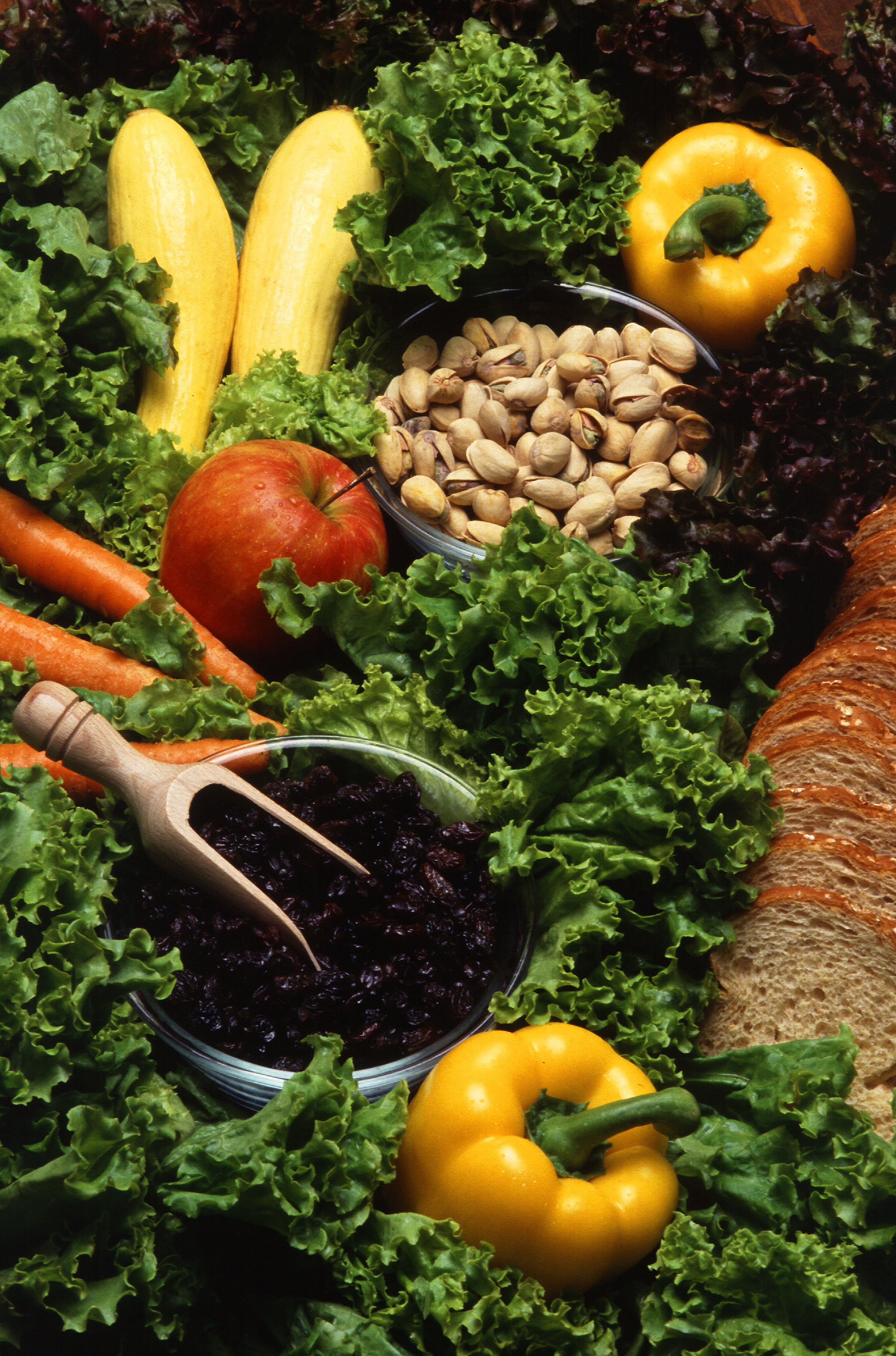
Possibles aliments d'una dieta vegetariana.

Els primers Homo sapiens vivien en societats caçadores-recol·lectores, és a dir, que empraven un sistema per adquirir menjar que combinava la caça i la recol·lecció d'aliments com ara fruits, grans, tubercles i bolets. D'altra banda, es creu que els éssers humans ja utilitzaven el foc com a recurs per preparar i coure el menjar des dels temps en què es diferenciaren d'Homo erectus.
Els humans són omnívors, és a dir, són capaços de consumir tant productes vegetals com animals. Això ha estat confirmat per l'observació que, tant si segueixen una dieta exclusivament carnívora com una de totalment vegetal, poden patir determinades malalties causades per una carència de nutrients. Per exemple, una dieta completament carnívora pot provocar l'escorbut (deficiència de vitamina C), mentre que una dieta únicament vegetal pot provocar una manca de vitamina B₁₂. Tanmateix, les dietes vegetarianes i veganistes ben dissenyades, sovint amb suplements de vitamina B₁₂, poden satisfer completament les necessitats nutritives de totes les etapes de la vida.
La dieta humana queda ben reflectida a la cultura i ha donat lloc al desenvolupament de la bromatologia (ciència dels aliments). En general, una persona pot sobreviure de dos a vuit setmanes sense menjar, segons la quantitat de greix emmagatzemat al cos, mentre que la supervivència sense aigua es limita normalment a tres o quatre dies. La manca de menjar continua sent un problema seriós, amb unes 300.000 persones que cada any moren de fam. La desnutrició infantil també està molt estesa i contribueix a l'elevat percentatge de malalties a les poblacions que pateixen fam.
A l'altre extrem, una part de la població humana menja en excés i pateix obesitat, un tipus de desequilibri alimentari que ha augmentat fins a esdevenir gairebé una epidèmia i que pot provocar problemes de salut importants. Els Centers for Disease Control (CDC) dels EUA manifesten que un 32% dels adults americans de més de 20 anys són obesos, mentre que un 66,5% del total són obesos o tenen excés de pes. L'obesitat és provocada per un consum excessiu de calories que no són consumides, és a dir, una combinació de menjar massa i fer poc exercici físic.
Fa almenys 10.000 anys que els éssers humans desenvoluparen l'agricultura, que ha canviat substancialment el tipus d'aliments consumits pels éssers humans. Això ha provocat un increment de la població, el desenvolupament de les ciutats i un increment de la densitat de la població, que també afavoreix un augment de l'extensió de malalties contagioses. Els tipus de menjar que es consumeix i la manera en què es preparen ha variat molt en funció de l'època, la zona geogràfica i la cultura.

## Psicologia

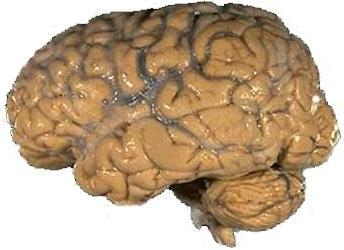
Cervell humà

El cervell humà és l'element central del sistema nerviós central, mentre que actes com el control primari són dirigits pel sistema nerviós perifèric. El cervell controla tant les activitats fonamentals per la vida (autònomes, com la respiració o la digestió) com les activitats conscients, com el pensament i l'abstracció. Aquests processos cognitius constitueixen la ment i són l'objecte d'estudi de la psicologia juntament amb la conducta.
El cervell humà és el més intel·ligent de totes les espècies conegudes. Tot i que molts animals són capaços de crear estructures i utilitzar eines simples, principalment a través de l'instint i la imitació, la tecnologia humana és molt més complexa i es troba en un procés constant de desenvolupament i millora. Fins i tot les eines i estructures humanes més antigues són molt més avançades que qualsevol que hagi estat creada pels altres animals. L'antropologia moderna ha corroborat la proposició de Darwin: «la diferència en la ment entre els éssers humans i els animals més intel·ligents rau, naturalment, en el grau». La seva intel·ligència ha fet als humans tan independents de l'entorn que ja no necessiten caçar, ni construir cabanes cada pocs dies, ni ser nòmades, a diferència dels australopitecs o els neandertals.

### Consciència i pensament

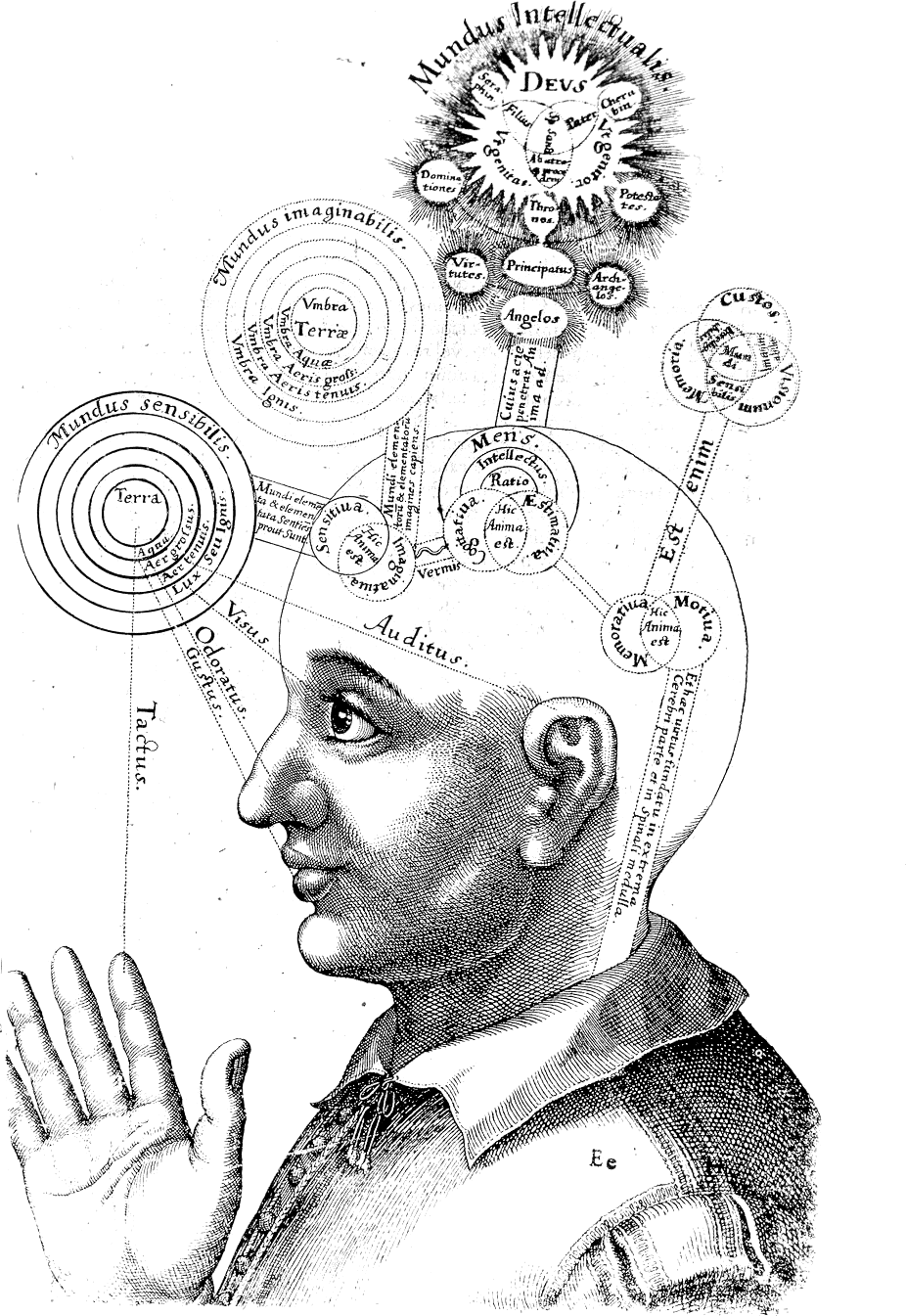
Representació de la consciència (gravat del segle XVII).

La capacitat de pensament de l'ésser humà és única entre els éssers vius. Els humans són una de les poques espècies (juntament amb els ximpanzés, orangutans i dofins) que superen el test del mirall, prova que estudia si un animal és capaç de reconèixer el seu propi reflex com una imatge de si mateix. L'octubre del 2006, tres elefants del Bronx Zoo també superaren aquest test. Molts nens superen la prova a l'edat de 18 mesos. Tanmateix, la utilitat d'aquest test com a prova fiable de l'existència de consciència ha estat discutida, car pot ser més una qüestió de grau que una clara divisió de capacitats. S'ha entrenat mones perquè apliquin regles abstractes a determinades tasques.
El cervell humà percep el món exterior a través dels sentits. Cada individu rep una influència profunda de les seves pròpies experiències, les visions subjectives de la seva existència i el pas dels temps. Els humans són autoconscient i tenen una ment que possibilita el pensament. Cal destacar que és capaç de percebre la relació entre si mateix i l'entorn. L'abast d'aquestes capacitats, així com les definicions i la validesa d'alguns d'aquests termes, són força discutits. Per exemple, el filòsof del camp de la ciència cognitiva Daniel Dennett sosté que no hi ha un centre narratiu anomenat «ment», sinó simplement una recollida d'entrades i sortides sensorials (inputs i outputs), és a dir, diferents classes de «programes» executant-se en paral·lel. El psicòleg B. F. Skinner ha adduït que la ment és una ficció explicativa que desvia l'atenció de les causes mediambientals del comportament, mentre allò que s'observa en forma de processos mentals es pot entendre millor com a formes de comportament.
Els diferents aspectes fisiològics i anatòmics del sistema nerviós són estudiats per la neurologia, així com la psicologia del comportament i la psiquiatria (quan es tracta de malalties mentals i trastorns de conducta). La psicologia no se centra necessàriament en l'estudi del cervell o del sistema nerviós, sinó que pot analitzar simplement qüestions fenomenològiques o teories sobre el tractament de la informació mental. Tanmateix, cada vegada més, s'inclou una comprensió de les funcions del cervell en la teoria i la pràctica psicològica, especialment en àrees com la intel·ligència artificial, la neuropsicologia i la neurociència cognitiva.
La naturalesa del pensament és una qüestió central en la psicologia i altres disciplines properes. La psicologia cognitiva estudia la cognició i els processos mentals subjacents al comportament i utilitza el processament de la informació com a mecanisme bàsic per comprendre la ment. La percepció, l'aprenentatge, la resolució de problemes, la memòria, l'atenció, la llengua i l'emoció també són camps ben estudiats.
La psicologia cognitiva està relacionada amb una escola de pensament coneguda com a cognitivisme, que advoca un model de processament de la informació de la funció mental, que rep el suport del positivisme i la psicologia experimental. De manera generalitzada, s'apliquen tècniques i models de la psicologia cognitiva que formen el pilar de les teories psicològiques en moltes àrees, tant en investigació com en psicologia aplicada. L'atenció se centra en el desenvolupament de la ment humana al llarg de la vida; la psicologia del desenvolupament intenta entendre com l'individu percep, comprèn i actua dins del món i com canvien aquests processos amb l'envelliment. De manera més específica, estudia el desenvolupament intel·lectual, cognitiu, neuronal, social i moral de l'ésser humà.

### Motivació i emoció
La motivació és la força que impulsa el desig que existeix darrere totes les accions deliberades de l'ésser humà. La motivació es fonamenta en l'emoció i, més específicament, en la recerca de satisfacció, experiències emocionals positives i una actitud d'evitar el conflicte. La consideració positiva o negativa de l'acció és definida per l'estat mental de l'individu, que pot estar influït per normes socials; una persona es pot autolesionar o tenir un comportament violent perquè el seu cervell ha estat condicionat amb una resposta positiva a aquestes accions. La motivació és important perquè està present en totes les respostes apreses. En la psicologia, la prevenció del conflicte i la libido són motivacions primàries. La motivació sovint concerneix incentius econòmics, morals, o coactius. D'altra banda, les religions generalment postulen influències de tipus diví o demoníac.
La felicitat és una condició emocional i la mateixa definició de la felicitat és un tema filosòfic. Alguns la defineixen com la millor condició que un ésser humà pot assolir; una condició de plena salut física i psíquica, mentre que altres la descriuen com la llibertat de decidir el plaer o el dolor; una consciència del bon ordre de coses; una garantia de trobar un lloc dins l'Univers o dins la mateixa societat.
L'emoció té una influència significativa sobre la conducta humana i en alguns casos fins i tot la controla- Tanmateix, al llarg de la història moltes cultures i filosofies han qüestionat aquesta influència per diverses raons. Les experiències emocionals agradables o plaents, com l'amor, l'admiració o l'alegria, contrasten amb aquelles que es perceben de manera desagradable, com l'odi, l'enveja o la tristesa. Sovint es fa una distinció entre les emocions apreses socialment i les relacionades amb la supervivència, que es creu que són innates. Cal destacar que existeixen tradicions on s'observen i estudien les emocions de manera aïllada d'altres fenòmens neurològics, especialment en cultures en què es considera que l'emoció no forma part de l'estat fisiològic. En algunes teories mèdiques sobre l'emoció es creu que està tan relacionada amb la salut física que ambdues formen una unitat. Els estoics creien que l'emoció excessiva era nociva, mentre que alguns mestres sufís, en particular el poeta i astrònom Omar Khayyam, consideraven que les emocions intenses poden produir una perfecció conceptual, sovint anomenada «èxtasi».
En el pensament científic actual es considera que certes emocions més refinades són un caràcter neuronal innat complex habitual en diversos mamífers, siguin domesticats o salvatges. Les emocions es desenvolupen habitualment com a reacció a mecanismes de supervivència superiors i dins una interacció intel·ligent amb els altres individus i l'entorn. Tanmateix, quan els individus funcionen de manera civilitzada, s'observa que els actes de desinhibició en situacions emotives extremes poden provocar desordre social i crim.

### Sexualitat i amor

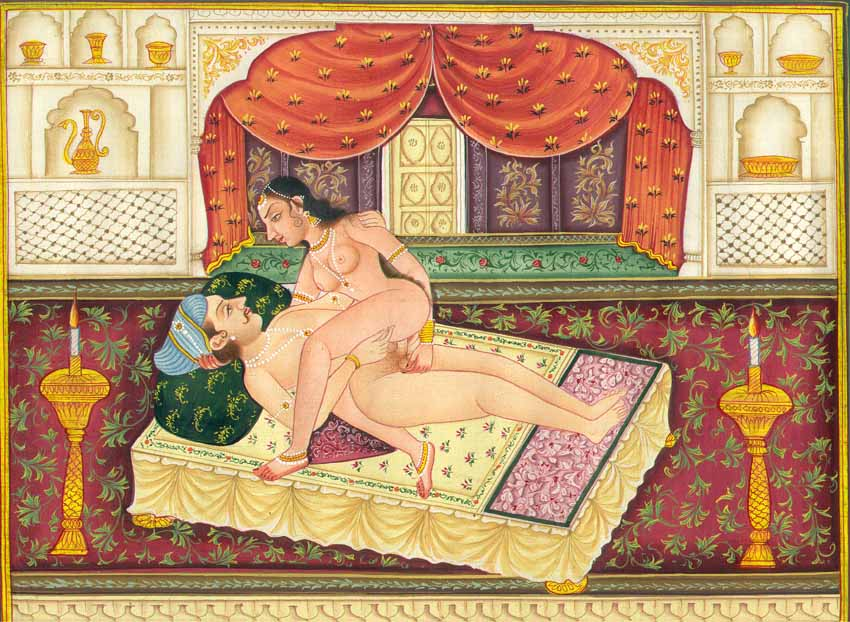
Il·lustració del Kamasutra, un tractat hindú sobre la sexualitat.

A més de la seva utilitat reproductiva, la sexualitat humana té diverses funcions socials de molta transcendència, com ara la necessitat d'intimitat o les relacions i jerarquies entre individus. Segons algunes tradicions, pot tenir una determinada dimensió espiritual, mentre que des d'una òptica hedonista forma part de les activitats que cerquen la gratificació personal. El desig sexual, o libido, és un impuls corporal sovint acompanyat per emocions intenses com l'amor, l'èxtasi i la gelosia.
La gran importància de la sexualitat pels éssers humans es reflecteix en una sèrie de caràcters físics, com ara l'ovulació oculta, el dimorfisme sexual (molt més diferenciat que en els ximpanzés), els caràcters sexuals secundaris permanents, les relacions de parella basades en l'atracció sexual i l'activitat sexual de les dones fora del període d'ovulació. Aquestes adaptacions diferencien els éssers humans clarament dels altres primats i animals i expliquen un complex comportament sexual amb una llarga història evolutiva.
S'ha atribuït a la gran intel·ligència dels éssers humans i a la complexitat de la seva societat el fet que existeixin conductes sexuals més elaborades que en qualsevol altre animal, incloent-hi moltes pràctiques que no estan relacionades directament amb la reproducció.

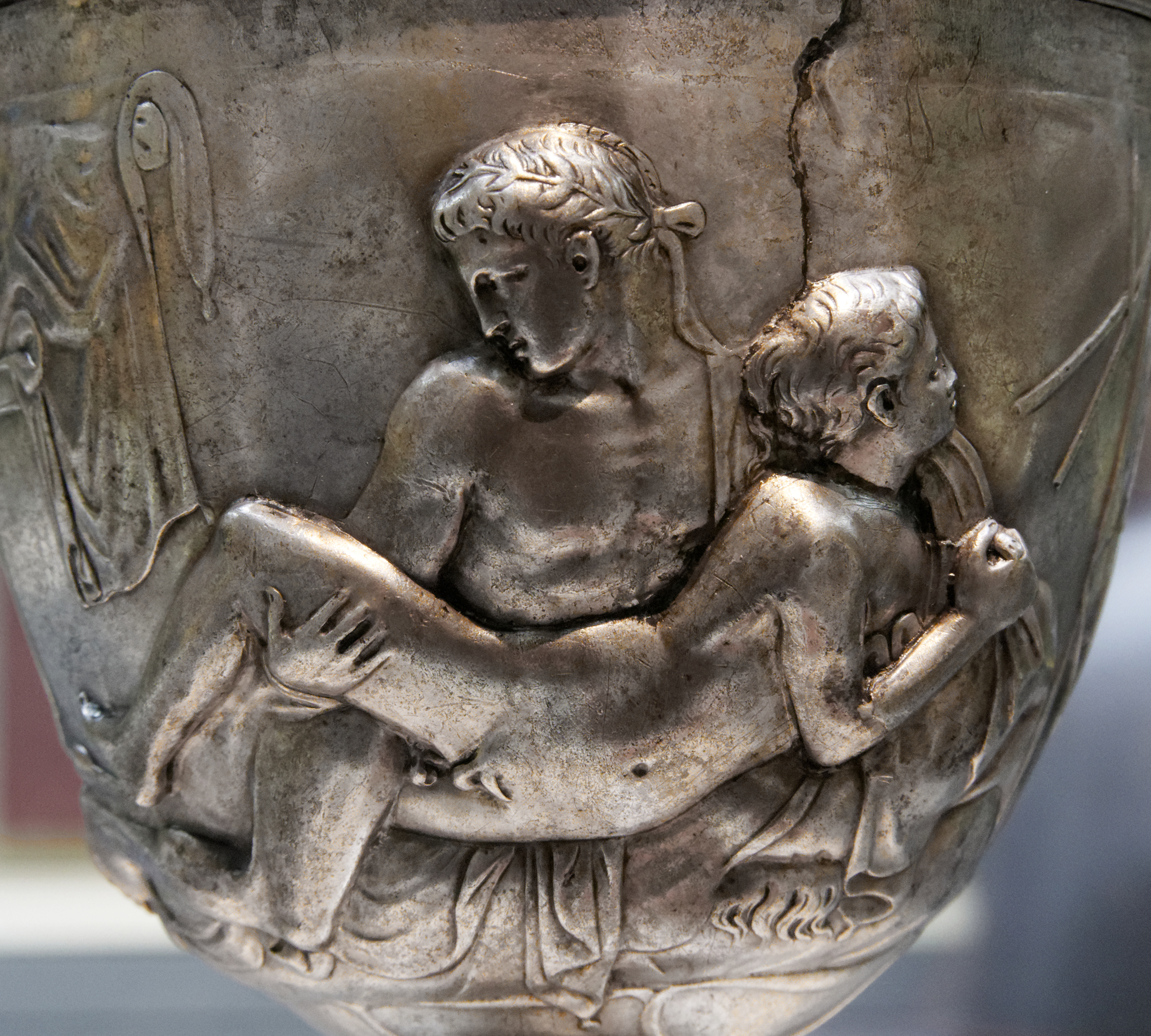
Home romà mantenint relacions sexuals amb un jove adolescent.

L'elecció sexual es fa normalment basant-se en normes culturals molt variades. Les restriccions sovint venen determinades per creences religioses o normes socials. Un investigador pioner en aquest camp fou Sigmund Freud, que creia que els éssers humans neixen amb una perversitat polimòrfica, terme que fa referència a l'habilitat per obtenir gratificació sexual més enllà de les normes socials. Segons Freud, les persones passen per cinc etapes del desenvolupament psicosexual. L'individu pot patir fixacions en qualsevol d'aquestes etapes a causa de la vivència de traumes. Per Alfred Kinsey, un altre influent investigador sexual, la gent pot situar-se a qualsevol punt d'una escala contínua d'orientació sexual, amb només una petita minoria plenament heterosexual o homosexual. Estudis recents en neurologia i genètica suggereixen que la gent pot néixer amb un tipus determinat d'orientació sexual, però no existeix un consens entre els especialistes sobre la qüestió.
L'espècie humana és pràcticament l'única que manté un zel sexual continu, tot i que en els ximpanzés i sobretot els bonobos s'observa una conducta sexual similar. Tanmateix, a causa de la dificultat de viure practicant relacions sexuals constantment, existeix un mecanisme evolutiu compensatori, la sublimació, associada a l'existència del llenguatge i del pensament simbòlic. La sublimació pot comportar l'existència de la repressió, en el sentit freudià del terme, una oposició que s'origina a l'inconscient. En aquest sentit, l'ésser humà és un animal pulsional.
Amb l'aparició de la teoria de la intel·ligència emocional, des de la psicologia sistèmica, es considera que l'ésser humà no s'ha de reduir a les seves pulsions, que sublima o reprimeix, sinó que se'l veu com a ésser sexual que viu aquesta dimensió en relació amb l'educació rebuda en el si de la família i la societat. Així doncs, la sexualitat es conforma des dels primers anys de vida i es desenvolupa com a procés vivencial dependent del seu cicle vital i el context sociocultural.

## Cultura
La cultura es defineix com el conjunt de característiques materials, intel·lectuals, emocionals i espirituals d'un grup social, en qualsevol de les seves expressions de l'àmbit de l'art, la literatura, l'estil de vida, els sistemes de valors, les tradicions, els ritus i les creences. El vincle entre la biologia, el comportament i la cultura dels éssers humans és molt estret i es fa difícil separar-los clarament; per això, la ubicació d'un tema en una àrea determinada es basa habitualment en una convenció. La cultura consta de valors, normes socials i objectes. Els valors d'una cultura defineixen el que es considera important o ètic i connecten les normes socials, les expectatives sobre el comportament la gent i la tradició. Els objectes culturals s'obtenen dels valors de la cultura, les normes i la comprensió del món. La principal visió antropològica de la cultura implica que molts experimenten una gran resistència quan es recorda que dins la natura humana existeix l'animal al costat de la part espiritual.

### Llenguatge
Els éssers humans tenen una manera de comunicar-se única que els distingeix de les altres espècies, permetent-los referir-se a nocions no presents en l'espai i en el temps. El llenguatge humà no serveix únicament per comunicar un esdeveniment de la realitat física immediata sinó que pot ser utilitzat per expressar pensaments sobre altres estats, fins i tot possibles o imaginaris. Això permet, per exemple, un aprenentatge basat en l'explicació o l'estudi i no sols la imitació, ampliant el repertori d'habilitats que es poden dominar i la cultura que es desenvolupa.
El llenguatge és un caràcter universal utilitzat per naturalesa en les persones i en els animals. Tanmateix, tot i que pot designar totes les comunicacions basades en la interpretació, el terme es refereix majoritàriament al que els éssers humans utilitzen per comunicar-se. Filòsofs com Martin Heidegger consideren que el llenguatge com a tal és una característica única de l'ésser humà. Aquest criteri és similar al d'Ernst Cassirer que ha definit Homo sapiens com l'animal simbòlic per excel·lència, d'una manera tan ferma que resulta gairebé impossible concebre un pensament humà sense l'ús de símbols, particularment dels significants subjacents com a fonaments elementals per qualsevol pensament complex i que transcendeix l'instint.
La capacitat dels éssers humans de transmetre conceptes, idees i nocions mitjançant la parla i l'escriptura és un fet excepcional entre els éssers vius. A diferència dels sistemes de comunicació d'altres primats, que són molt tancats, el llenguatge humà és molt obert i flexible i guanya en varietat en funció de les necessitats. Així, té la qualitat del desplaçament, és a dir, pot utilitzar paraules per representar coses i esdeveniments que no es troben en el mateix moment i el mateix lloc. A més, la tecnologia ha possibilitat la transmissió de vastos volums de dades a grans distàncies a través de xarxes de dades i programes com la Internet. Les xarxes de transmissió de dades són importants per continuar desenvolupant la comunicació humana, com passà al segle xv amb la invenció de la impremta.
La facultat de la parla és un caràcter que defineix als éssers humans i que possiblement precedeix la separació filogenètica de la població actual. El llenguatge és un element central de la comunicació humana i és el nucli que dona un sentit d'identitat que uneix nacions, cultures i grups ètnics. La invenció de sistemes d'escriptura, fa com a mínim uns 5.000 anys, permeté la conservació del llenguatge en objectes materials i fou un pas essencial en l'evolució cultural. El llenguatge té un vincle estret amb els rites i la religió. La lingüística és la ciència que descriu l'estructura del llenguatge i la relació entre les diverses llengües. Hi ha aproximadament 6.000 llengües diferents actualment en ús, incloent-hi llenguatges de signes, a més de milers de llengües considerades extintes.

### Espiritualitat i religió

Els símbols de les religions més esteses.

El llenguatge dels éssers humans els permet experimentar la transcendència, és a dir, sortir de si mateixos. L'ésser humà investiga l'origen del que l'envolta i de la seva pròpia existència. Igual que pot parlar sobre entitats no lligades al món físic immediat, també admet la possibilitat que hi hagi un vessant del món espiritual i immaterial, cosa que dona origen a la religió i els cultes associats, que adopten una forma concreta a cada cultura.
La religió és un sistema de creences referides a qüestions sobrenaturals, sagrades o divines, així com els codis morals, les pràctiques, els valors, les institucions i els rituals associats. Durant el seu desenvolupament, la religió ha adquirit moltes formes que varien segons la perspectiva cultural i individual.
Algunes de les qüestions principals que tracta giren al voltant de la vida i la mort, amb creences sobre el que hi ha després de mort: la vida després de la mort, l'origen de la vida (font de nombrososmites sobre la creació), la naturalesa de l'Univers, el destí final i el que és moral o immoral. En moltes religions, un element comú per trobar resposta a aquestes preguntes són les divinitats, o bé un únic Déu o bé diverses deïtats; tot i això, no totes les religions són teistes, sinó que n'hi ha que tracten el tema amb més ambigüitat, particularment les religions orientals.
L'espiritualitat, creença o implicació en qüestions de l'ànima o de l'esperit, és un dels enfocaments que intenten respondre a qüestions fonamentals sobre el paper de la humanitat dins l'univers, el sentit de la vida i la manera ideal de viure-la. Tot i que aquests temes també han estat tractats per la filosofia i, en certa manera, per la ciència, l'espiritualitat ho fa des d'una dimensió única, car se centra en conceptes místics o sobrenaturals, com el karma i Déu.
Tot i que la majoria d'humans professen una varietat de creences religioses o espirituals, alguns no ho són i rebutgen o ignoren les idees sobrenaturals o espirituals. D'altra banda, tot i que la religió i l'espiritualitat es desenvolupen en un nivell molt diferent del de la ciència, tant en l'àmbit de pensament com en l'àmbit metodològic, no se les considera mútuament excloents i moltes persones tenen una combinació d'idees científiques i religioses. La distinció entre filosofia i religió, d'altra banda, pot ser menys clara, car s'encavalquen en camps com ara la filosofia de la religió i la teologia. Hi ha individus que no tenen cap creença religiosa i són ateus, escèptics científics, agnòstics o simplement no religiosos.

### Filosofia

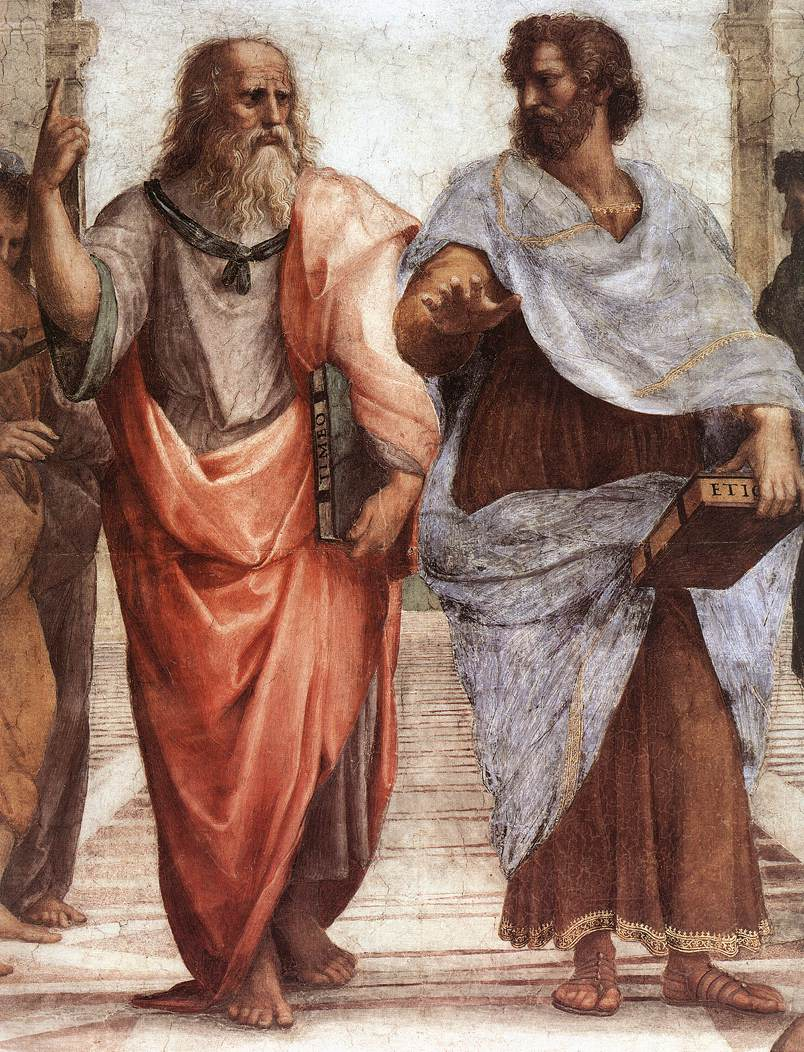
Plató i Aristòtil, arquetips de filòsofs, en un detall de L'escola d'Atenes de Raffaello Sanzio.

El llenguatge permet a l'ésser humà associar conceptes a totes les coses, incloent-hi ell mateix. Això origina l'autoconsciència, en què la persona pot ser objecte d'estudi, de pensament i de comunicació, igual que les realitats externes. L'autoconsciència porta a formular-se preguntes relacionades amb el sentit de l'existència o la causa que la realitat sigui com és i dona naixement a la filosofia, que intenta formular i resoldre els grans interrogants de la vida.
La filosofia és la disciplina que estudia la investigació, l'anàlisi i el desenvolupament d'idees a un nivell general, abstracte, o fonamental. El seu objectiu és buscar una comprensió general dels valors i de la realitat principalment per mitjà de l'especulació. El nucli de les disciplines filosòfiques són la lògica, l'ontologia o metafísica, l'epistemologia i l'axiologia, que també inclou les branques de l'ètica i l'estètica. La filosofia cobreix un ventall molt ampli d'enfocaments i també s'utilitza per referir-se a una cosmovisió, una perspectiva sobre un assumpte i les posicions argumentades per un filòsof en particular o una escola de filosofia.
L'humanisme és una filosofia que defineix una doctrina sociopolítica que no se centra en aspectes concrets de cultures locals, excepte si formen part d'un pensament global i plantegen qüestions comunes a tots els éssers humans. Les creences espirituals d'una comunitat sovint es manifesten en forma de doctrina religiosa, amb una història formada tant per petits grups facciosos com per grups nombrosos i fortament units. L'humanisme secular s'ha desenvolupat com a resposta a la necessitat d'una filosofia comuna que pretén superar els límits culturals dels codis morals i les religions locals. Molts humanistes són religiosos i veuen la seva doctrina simplement com a expressió madura d'una veritat comuna present a la majoria de religions. Els humanistes afirmen que existeix la possibilitat d'una veritat objectiva i accepten que la percepció humana d'aquesta veritat sigui imperfecta. Els principis més bàsics de l'humanisme són que els éssers humans materialitzen i poden resoldre problemes humans i activitats i conceptes com la ciència, la llibertat d'expressió, el pensament racional, la democràcia i la llibertat artística, que són propòsits o objectius dignes per qualsevol població humana. L'humanisme es fonamenta principalment en la raó i la lògica, sense considerar el que és sobrenatural.

### Art, música i literatura
Les obres artístiques han acompanyat el desenvolupament cultural humà, formant part del seu patrimoni des de la prehistòria fins avui en dia. L'art és un dels aspectes més peculiars de la conducta humana i un dels trets que distingeixen els éssers humans de les altres espècies, Està molt relacionat amb la capacitat de simbolitzar que caracteritza els éssers humans.
Com a forma d'expressió cultural, es pot definir l'art com a recerca de la diversitat i l'ús de narratives d'expressió i exploració –com en la història de l'art, la crítica i la teoria artística–, per anar sempre més enllà. Aquesta distinció es pot aplicar a objectes o actuacions actuals o històriques i el seu prestigi s'estén a tot allò que es fa, es descobreix o s'exhibeix. En l'ús actual del terme, l'art s'entén habitualment com el procés o resultat de fer obres que, des de la seva concepció fins a la realització final, es regeix per l'"impuls creatiu", amb la capacitat de creació pròpia dels éssers humans. L'art es distingeix de les altres produccions humanes en part perquè no sorgeix d'una necessitat pràctica concreta.
La música és un fenomen natural i intuïtiu basat en tres estructures diferents i interrelacionades: el ritme, la melodia i l'harmonia. Escoltar música és possiblement el lleure més comú i universal. Hi ha una gran varietat de tipus de música, que s'ha anat enriquint amb el temps i la geografia.
Etimològicament, la literatura és l'art d'escriure (del llatí littera, ‘lletra’). El terme fa referència al conjunt d'obres escrites, tot i que cal no oblidar la tradició oral. Aquest conjunt d'obres escrites o orals d'una llengua determinada han de tenir una dimensió estètica, a diferència, per exemple, de les obres científiques o didàctiques. La literatura inclou, especialment, la prosa, la poesia i el drama, de ficció i no-ficció. També inclou gèneres com l'èpica, la llegenda, el mite, la balada i el folklore.

### Ciència i tecnologia

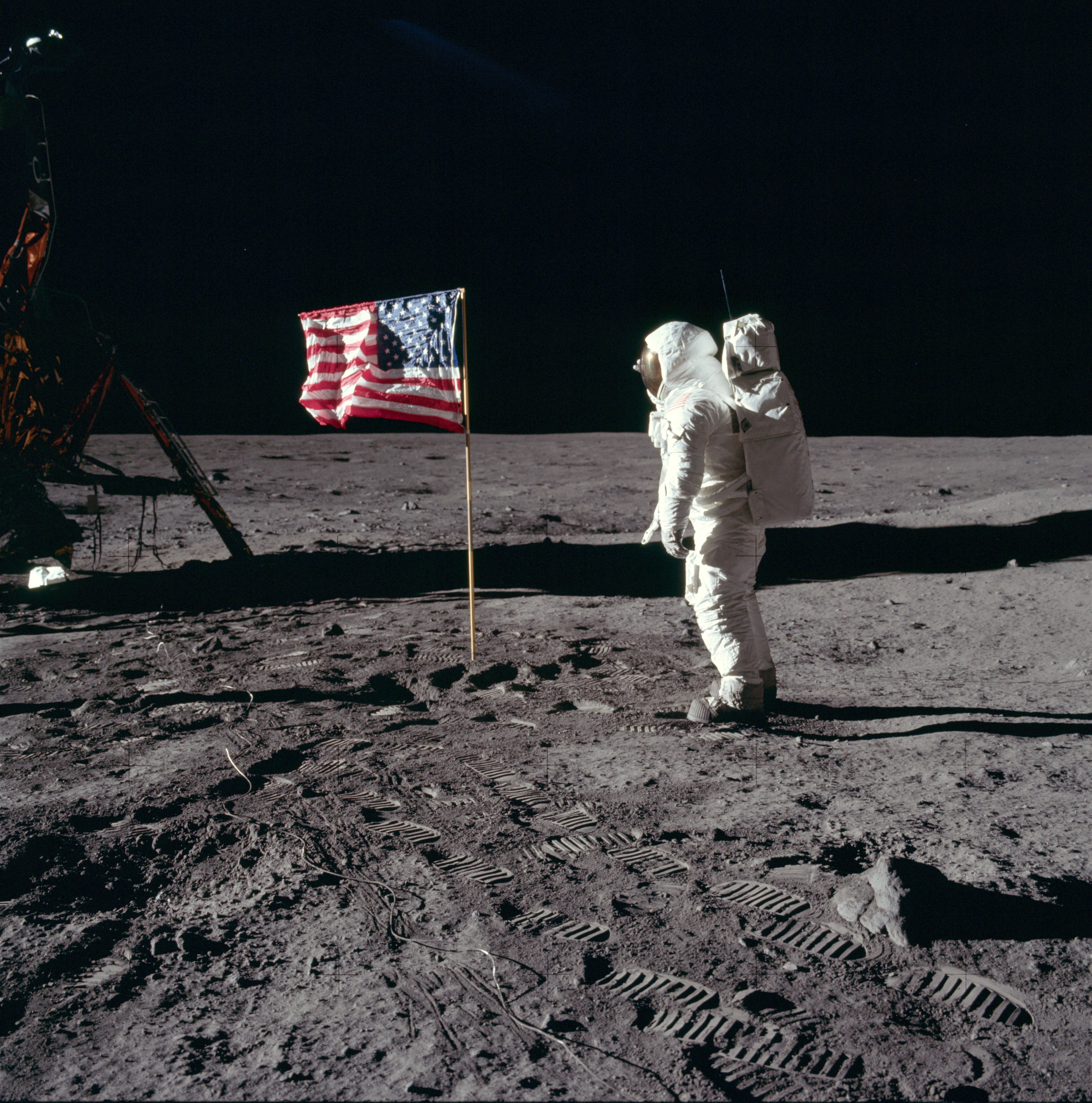
A la segona meitat del, els éssers humans assoliren un domini tecnològic suficient per anar més enllà de l'atmosfera de la Terra, explorar l'espai exterior i arribar a la Lluna.

L'home actual fonamenta part del seu control de l'entorn en la ciència i la tecnologia. D'una banda, la ciència té com a objectiu l'adquisició de coneixements sobre el món per mitjans verificables. De l'altra, la tecnologia tracta sobre els objectes que els éssers humans han fabricat per servir els seus propòsits.
Les diferents cultures humanes es poden diferenciar pels objectes que fabriquen i utilitzen, entre altres factors. Gràcies a l'arqueologia, la ciència que estudia les cultures del passat analitzant els objectes que han creat, es pot conèixer com eren i com es desenvoluparen. Els primers humans deixaren diferents tipus d'eines de pedra, ceràmica i joieria que són particulars de cada regió geogràfica i de cada període. Les millores tecnològiques passaren d'una cultura a l'altra. Així, per exemple, el desenvolupament dels conreus sorgí en diferents zones, però ben aviat fou una activitat que s'estengué per convertir-se en un tret generalitzat de la vida humana. De manera similar, els avenços en la fabricació d'armes, l'arquitectura i la metal·lúrgia passaren d'una cultura a l'altra.

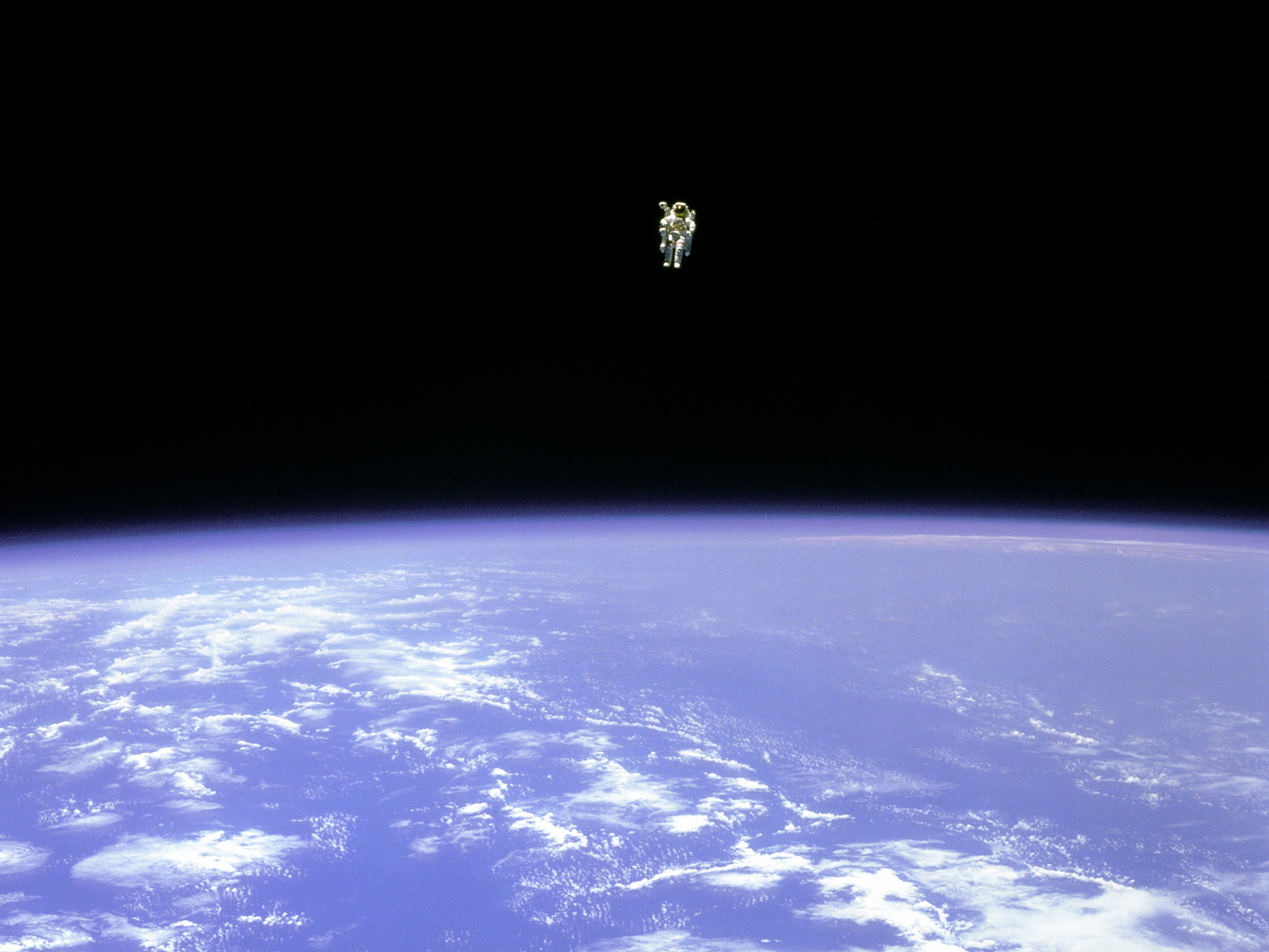
L'astronomia ofereix una nova perspectiva de l'Univers.

Encara que aquestes tècniques podien ser transmeses per la tradició oral, el desenvolupament de l'escriptura (un altre tipus de tecnologia) feu possible transmetre la informació de generació en generació i d'una regió a l'altra, amb una quantitat i precisió més grans. Aquest conjunt d'innovacions possibilitaren l'inici de les civilitzacions amb les seves corresponents normes i acords socials, cada vegada més complexes. Finalment, això comportà la institucionalització de la tecnologia, acompanyada d'una millor comprensió del funcionament del món.
La ciència ocupa actualment un espai central dins la cultura humana. En temps més recents, la física i l'astrofísica han trobat un àmbit comú en el qual es coneix com la cosmologia física, la branca del coneixement que intenta comprendre l'Univers mitjançant l'observació i l'experimentació. Aquest procés ha permès elaborar teories com la que considera que l'Univers s'inicià amb una gran explosió, el big-bang, ara fa ~13.700 (±0,2) milions (10⁹) d'anys. Des d'aquest moment inicial i fins al seu mateix final, els científics creuen que tota la història de l'Univers segueix una progressió ordenada governada per les lleis de la física.

### Races i ètnies
Els humans sovint es classifiquen en races i ètnies, tot i que la validesa de les races humanes com a veritables classificacions biològiques és discutible. Les categories racials es basen tant en el llinatge com en característiques visibles, especialment en el color de la pell i en determinats trets facials. Aquestes categories també poden transmetre informació sobre caràcters biològics no visibles, com per exemple el risc de desenvolupar malalties específiques.
Actualment, l'anàlisi del material genètic disponible i la descoberta de noves proves arqueològiques afavoreix un únic origen recent dels actuals humans a l'Àfrica oriental. Existeixen estudis que demostren que els éssers humans del continent africà estan més diferenciats des del punt de vista genètic. Malgrat aquesta diversitat evident, les seqüències de gens humanes són extraordinàriament homogènies en comparació amb les de molts altres animals. Ha quedat corroborat que la variació genètica dins de «grups racials» raneja entre un 5 i un 15% de la variació total existent entre grups racials. Tanmateix, encara hi ha un intens debat sobre aquest tema. D'altra banda, sovint s'ha constatat que els grups ètnics estan més connectats per lligams lingüístics, culturals, ancestrals i nacionals o regionals. L'autoidentificació amb un grup ètnic es basa principalment en el parentiu. La raça i l'etnicitat poden conduir a un tractament social diferencial i causar un impacte en la pròpia identitat social i, fins i tot, arribar al racisme.

### Societat, govern i política

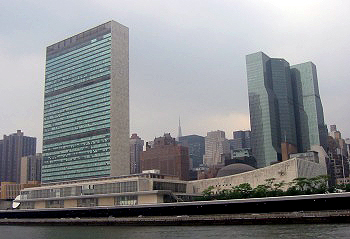
L'edifici de les Nacions Unides a Nova York, que alberga una de les organitzacions polítiques humanes més grans al món.

La societat és el sistema d'organitzacions i institucions que sorgeixen de la interacció entre individus. Dins la societat, un estat és una comunitat política organitzada que ocupa un territori definit, amb un govern organitzat i una sobirania interna i externa. És fonamental el dret d'un estat a reivindicar la independència respecte a altres estats, que fan possible establir acords internacionals, entre d'altres. L'estat també es pot definir en altres termes com, per exemple, els que feu servir Max Weber el 1918: «Un estat és una comunitat humana que s'atribueix el monopoli de l'ús legítim de la força física dins d'un territori».
Les societats es regulen per lleis. Un govern és el mitjà polític que existeix per poder crear i fer-les complir, habitualment mitjançant una jerarquia burocràtica. En una altra dimensió es desenvolupa l'activitat política, que és el procés pel qual es prenen decisions dins de determinats grups. Encara que el terme s'aplica generalment al comportament dins dels governs, la política també s'observa en molts nivells dins les interaccions de grups humans, incloent-hi àmbits tan diversos com són els grups corporatius i les institucions acadèmiques i religioses.
Existeixen diferents sistemes polítics i formes de govern, sovint amb diversos nivells d'encavalcament; també hi ha diferents maneres de definir-los i de comprendre'n el funcionament, però tots tenen una relació directa amb l'economia. A escala mundial, la república és una forma de govern molt estesa; tanmateix, existeixen altres models, entre els quals cal destacar la monarquia, la dictadura militar i la teocràcia.

### Guerra

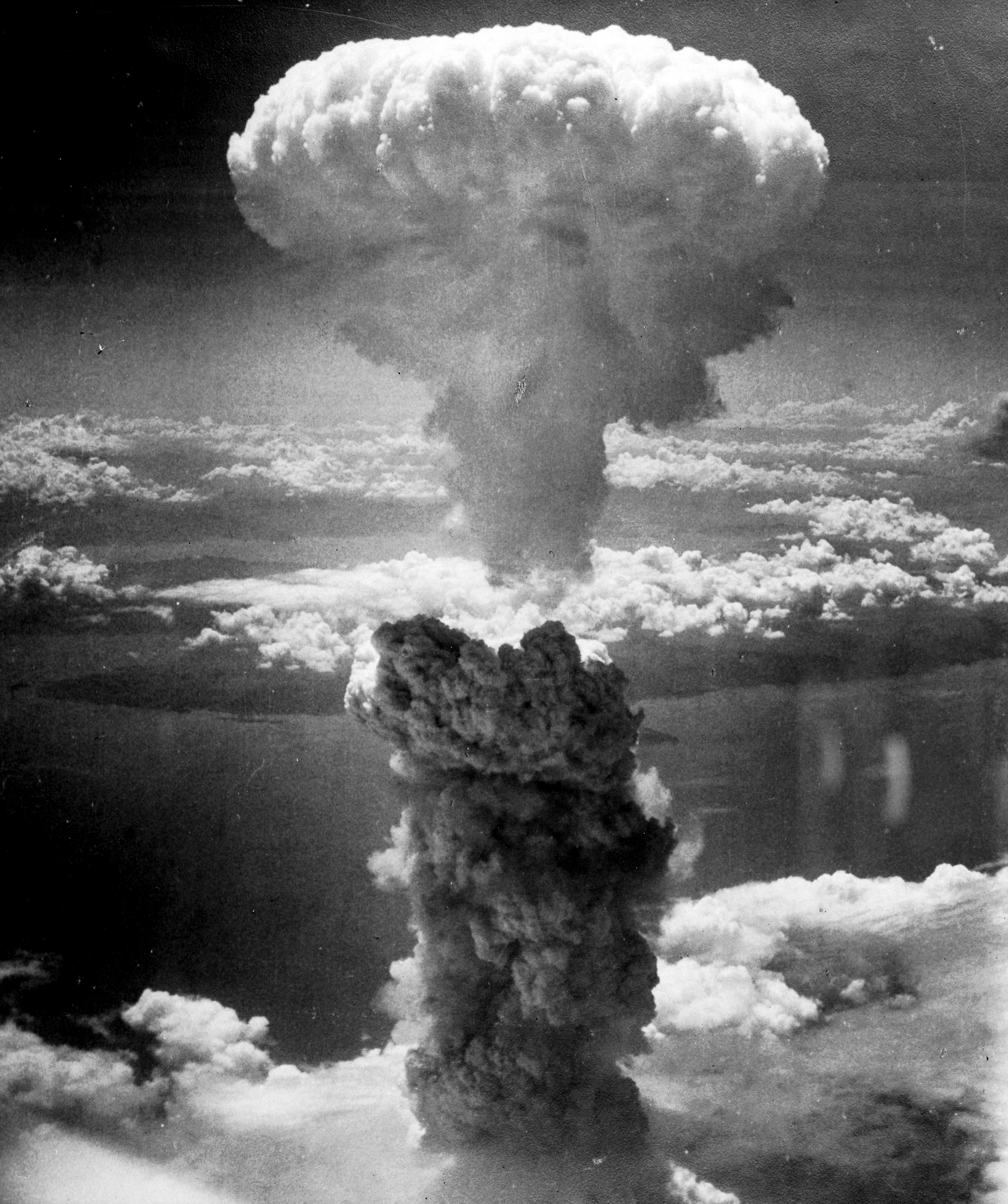
Els bombardejos atòmics d'Hiroshima i Nagasaki mataren més de 120.000 persones en poc temps.

La guerra és una situació de conflicte armat entre estats, organitzacions o grups relativament grans de persones, que es caracteritza per l'ús intens de la violència, amb morts entre els combatents o els civils. S'estima que durant el segle xx moriren entre 167 i 188 milions de persones com a resultat de les guerres.
Una característica comuna de les guerres és l'existència d'una sèrie de campanyes militars entre almenys dos bàndols contraposats, que combaten per diversos motius possibles: la sobirania, el territori, recursos naturals, idees religioses i altres raons. La guerra d'alliberament o d'independència ve impulsada per un bàndol que lluita per la llibertat d'un país ocupat. En canvi, quan la guerra és entre membres d'un mateix estat s'anomena guerra civil.
Les grans guerres amb adversaris molt poderosos dotats de forces comparables semblen haver desaparegut del panorama mundial. El darrer conflicte d'aquests tipus succeí a la regió del Congo: L'anomenada Segona Guerra del Congo o Guerra Mundial Africana,
que es perllongà fins a l'acabament de la dècada del 1990. La majoria de guerres actuals són guerres asimètriques amb campanyes de sabotatge, guerra de guerrilles i, de vegades, actes terroristes; aquests actes intenten interrompre el control d'unes forces d'ocupació, habitualment molt més poderoses, i ocasiona un tipus de guerres de llarga durada però baixa intensitat.
La guerra és un dels principals catalitzadors d'avenços tecnològics. Al llarg de la història ha existit una confrontació constant entre sistemes d'ofensius i defensius. Sempre s'intenta incloure les darreres millores tecnològiques en armament i sistemes de protecció dissenyats per vèncer l'adversari. Un exemple modern d'aquesta confrontació és la invenció d'un tipus de bomba, la bunker buster, dissenyada per destruir búnquers. Alguns avenços importants en els camps de la medicina, la navegació, la metal·lúrgia, la producció en sèrie, l'energia nuclear, els coets militars i la informàtica han sorgit completament o parcial de la recerca militar.
Hi ha hagut una gran varietat de canvis en les tàctiques militars al llarg de la història, amb diferents models bastant generalitzats: la guerra convencional, la guerra no convencional, la guerra asimètrica i la guerra total. Les tècniques inclouen el combat cos a cos, l'ús de míssils i la neteja ètnica. La intel·ligència militar i l'espionatge han tingut sovint un paper clau en el desenllaç dels conflictes. La propaganda, que sovint inclou la informació objectiva, l'opinió esbiaixada i la desinformació, poden resultar molt importants per aconseguir la unió o la discòrdia en els grups combatents.
En les guerres contemporànies, els soldats i els vehicles blindats de combat intenten controlar la terra, els vaixells de guerra actuen al mar i la força aèria combat per assolir la supremacia aèria. Tanmateix, també existeixen formes mixtes que han donat lloc a cossos com la infanteria de marina, els paracaigudistes, els portaavions i els míssils terra-aire, entre d'altres. L'existència de satèl·lits militars situats en òrbita ha afegit un nou aspecte a la guerra contemporània, el control de l'espai exterior, tot i que fins ara no hi ha tingut lloc cap conflicte militar.

### Economia i comerç

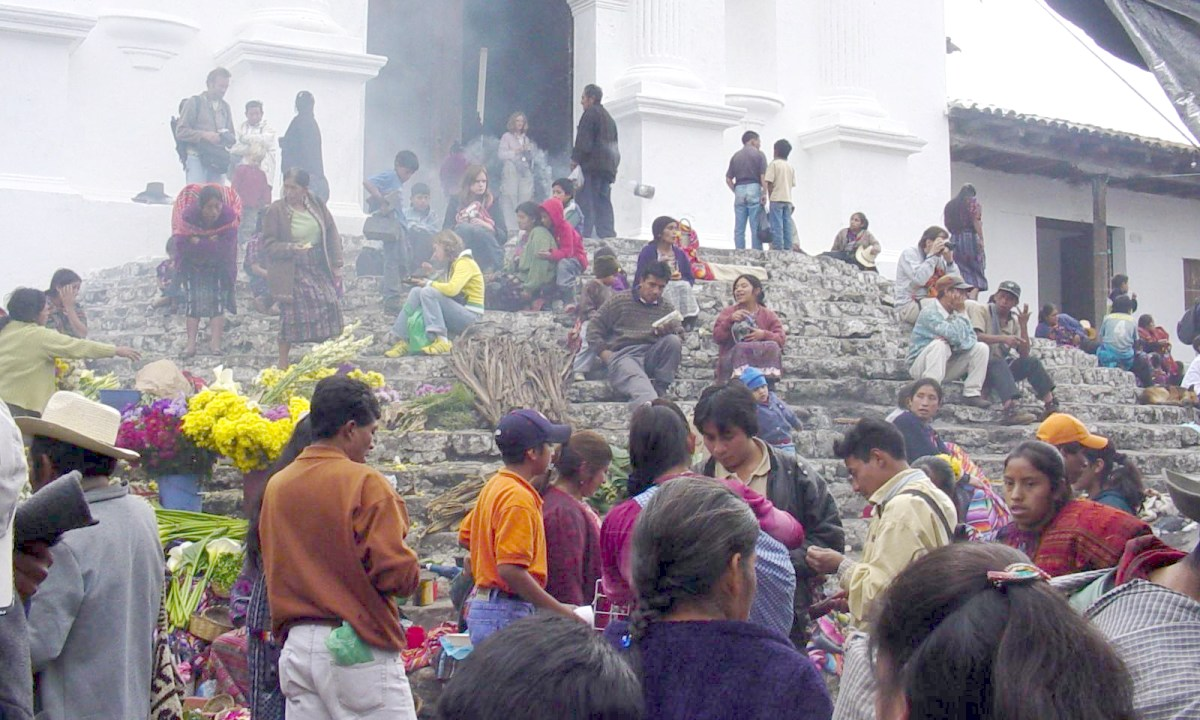
El mercat de Chichicastenango, a Guatemala.

L'economia és la ciència social que estudia la producció, la distribució, el comerç i el consum de recursos, béns i serveis. L'economia se centra en variables perceptibles i es divideix en dues branques principals: 
- la microeconomia, que tracta els agents individuals, com llars i negocis;
- la macroeconomia, que considera l'economia en conjunt i té en compte l'oferta agregada i la demanda de diners, capital i mercaderies.

Els principals objectes d'estudi de l'economia són l'assignació de recursos, la producció, la distribució, el comerç i la competència. La lògica econòmica s'aplica cada vegada més a qualsevol problema que impliqui una elecció entre escassos valors. Pel que fa a l'economia principal, se centra en la manera de la qual els preus reflecteixen l'oferta i la demanda i fa servir equacions i model matemàtics per pronosticar les conseqüències de les decisions.
El comerç és l'intercanvi voluntari de recursos, béns serveis i forma part de l'economia. Un tipus molt primitiu de comerç era la permuta, és a dir, l'intercanvi directe. Els comerciants contemporanis, en canvi, negocien habitualment a través d'un sistema de canvi, com és el diner. Com a resultat d'això, la compra pot quedar separada de la venda o el benefici. La invenció dels diners i, posteriorment, del crèdit, el paper moneda i el diner immaterial simplificà el procés i promogué encara més els intercanvis comercials. A causa de l'especialització i la divisió del treball, la majoria de persones es poden concentrar en un aspecte concret de la fabricació o del servei i intercanviar el seu treball per productes. El comerç entre diferents regions pot existir perquè cadascuna té un avantatge absolut o comparatiu en la producció d'alguna mercaderia, o perquè la mida de les diferents regions permet diferents tipus de beneficis gràcies a la producció en massa. Finalment, cal destacar un mecanisme que possibilitat l'activitat comercial, denominat mercat i que es fonamenta, entre altres coses, en el comerç de mercaderies.